# 火星湖泊

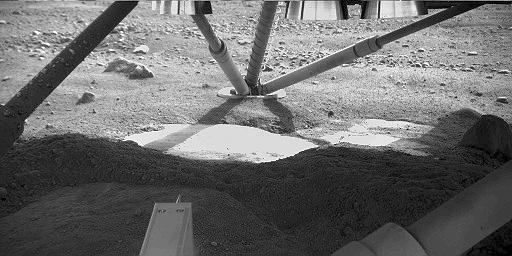
“凤凰号”着陆器下方视图，一小块暴露的明亮地表可能是冰。

1965年夏天，来自火星的首幅特写照片显示了一片没有水迹象的不毛之地。然而，数十年来，随着更先进探测器使用更好的相机对该行星更多地区的成像，火星显示了过去的河谷、湖泊以及冰川和地表中存在水冰的证据。人们发现，火星气候在整个地质时期表现出巨大的变化，因为它的自转轴并不像地球那样被一颗大卫星所稳定。此外，部分研究人员认为，由于地热效应、化学成分或小行星的撞击，液态水在火星地表上可能曾存在过一段时间。本篇描述了一些可能出现过大型湖泊的地方。

## 概述
除了所看到的过去地表水特征外，研究人员还发现了其他类型的间接证据。“2001火星奥德赛号”轨道飞行器所绘制的浅表层水分布图，在很多地方探测到了需要水才能形成的矿物；而当“凤凰号”着陆器在遥远的北方着陆时，减速火箭的喷流暴露出了地下冰。
当水流流入一片大型水域（如湖泊）时，可能会形成一处三角洲，火星上许多陨石坑和洼地都显示出与地球相似的三角洲。此外，如果一座湖泊位于洼地中，那么汇入它的所有河道都会中止于相同的高度。这种布局在火星上被认为含有大量水体的地区附近都可看到，包括北部一座可能的海洋周围。  
火星上过去的湖泊构造已被各类研究人员研究过很长一段时间了，一项研究在火星陨石坑中发现了205座可能的封闭型盆地湖泊，它们都有一道切开坑壁并流入盆地的入口峪，但没有可看到的流出豁口，这些盆地的总容量相当于火星上1.2米的全球等效深度。然而，这一数量也只占目前火星水冰储量的一小部分；另一项研究发现了210座开放型盆地湖泊，这些湖泊既有入口又有出口，因此，水一定已进入了盆地，并达到流出口的高度，其中一些湖泊的体量与地球上的里海、黑海和贝加尔湖相当。2018年，在月球和行星科学会议上发表的一项研究显示，在希腊区西北部发现了64座古湖泊，研究小组认为，这些湖泊是由覆盖了希腊盆地和东南低地的海洋所形成。该区域的火星侦察光谱仪数据显示有铁/镁蒙脱石、无水氯化物以及可能还有碳酸盐等水合矿物。2016年，一支研究团队曾提出过一座这类的海洋，在阿拉伯高地发现了48座可能已消失的湖泊，其中一些被归类为开放式盆地系统，因为它们显示了溢出河道证据，这些湖泊的大小从数十米到数十公里不等，其中很多是通过寻找倒转地形发现的。
据信，示巴高地撞击坑中的一些湖泊形成于坑壁上融化的冰川，这些水流将所携带的沟壑碎屑堆积在坑底，当碎屑附近的地面被侵蚀后，在一些陨坑坑底形成了倒转河道 。
在2018年发表的一项研究中，研究人员在希腊盆地东北部发现了34座古湖及相关河道。它们中有些靠近哈德里亚乌斯火山，来自火山的岩脉可能形成了热液系统，从而使冰融化；还有一些似乎是由降水形成，而另一些则产生于地下水。
此外，火星上的一些盆地构成了湖链水系的一部分，如长约4500公里（2800英里）的洛东/斯卡曼德洛斯/马默耳斯谷湖系，其流域面积堪比密苏里-密西西比河；另一条是1800公里长的萨马拉—希美拉水系，在珍珠湾区已发现了许多绵延的湖泊链。
相较于流域面积，一些湖泊的水量似乎过高。因此，被认为其中一些是来自地下水，进一步的证据是盆地底表上存在的瘤状岩，这些岩垛可能是大量水流离开地面时形成的。
2019年2月，一组欧洲科学家发表了可能与火星海洋相连的远古全球地下水系统的地质证据。这项研究涵盖了24座显示没有入口或出口的陨石坑，因此，湖水应该来自地下。所有陨石坑都位于火星北半球，坑底深度均低于火星“海平面”（鉴于火星缺乏海洋，根据高程和大气压定义的平面）约4000米，坑底地貌仅在有水情况下才能形成。许多陨坑分布有多种特征，反映坑中随时间而涨落的水位，部分陨坑中存在三角洲和台阶坡。在一些陨坑的坑底发现了只能形成于水中的各类粘土和浅色矿物，此外，其中一些陨坑中还发现有分层结构。综上所述，这些观察结果强烈表明在这些地方曾出现过水。这些被研究过的陨石坑分别为佩蒂特、萨根、 尼克尔森、麦克劳林、杜·马瑟雷、汤博、莫哈韦、居里、奥亚马和瓦胡等。似乎只要一座撞击坑足够深，水就会从地下涌出，形成一座湖泊。

## 可能的三角洲照片

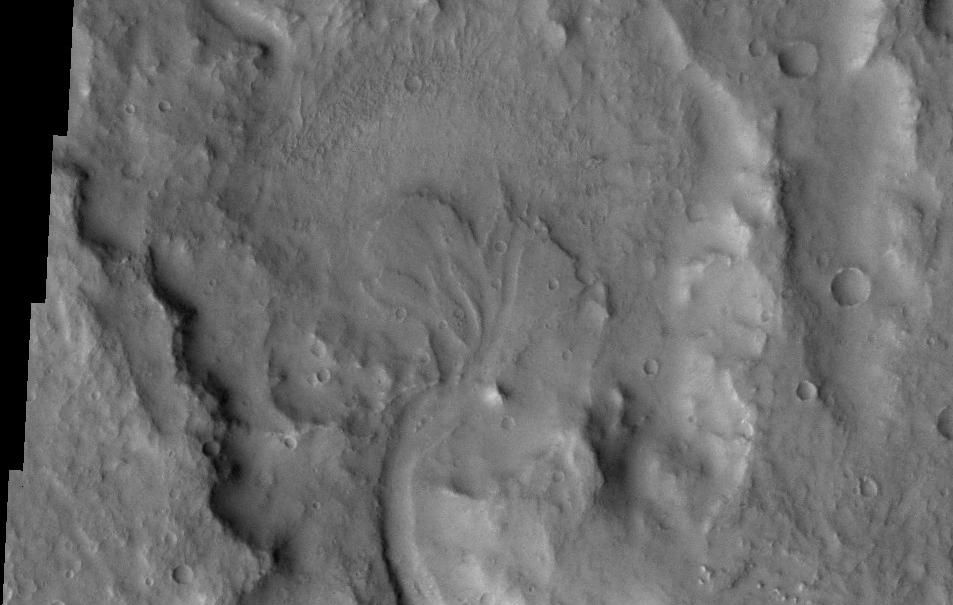
热辐射成像系统观察到珍珠湾区可能的三角洲。
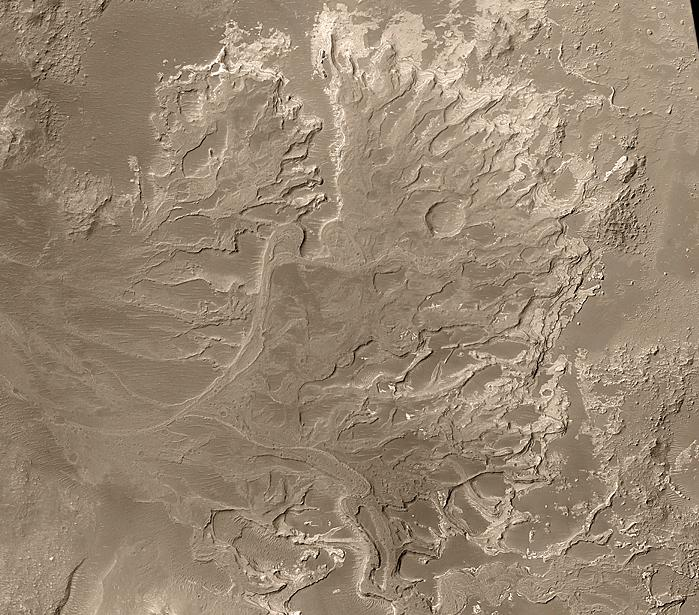
霍顿撞击坑东北埃伯斯瓦尔德撞击坑中可能的三角洲，火星全球探勘者号拍摄于珍珠湾区。
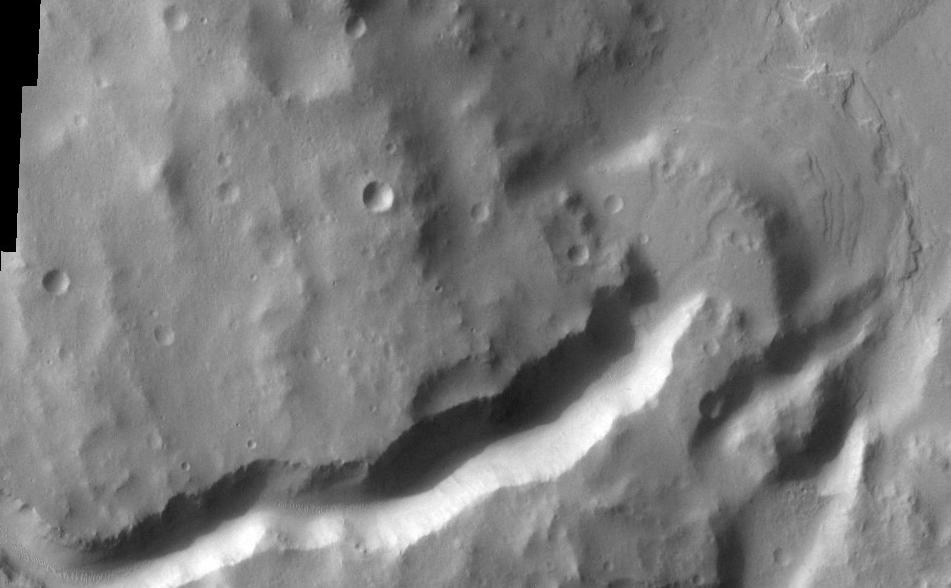
热辐射成像系统在卢娜沼区观察到的三角洲。
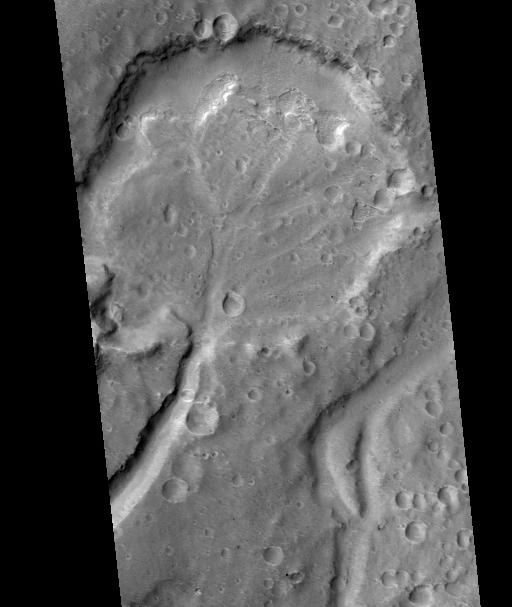
高分辨率成像科学设备显示卢娜沼区一座陨坑中的三角洲。
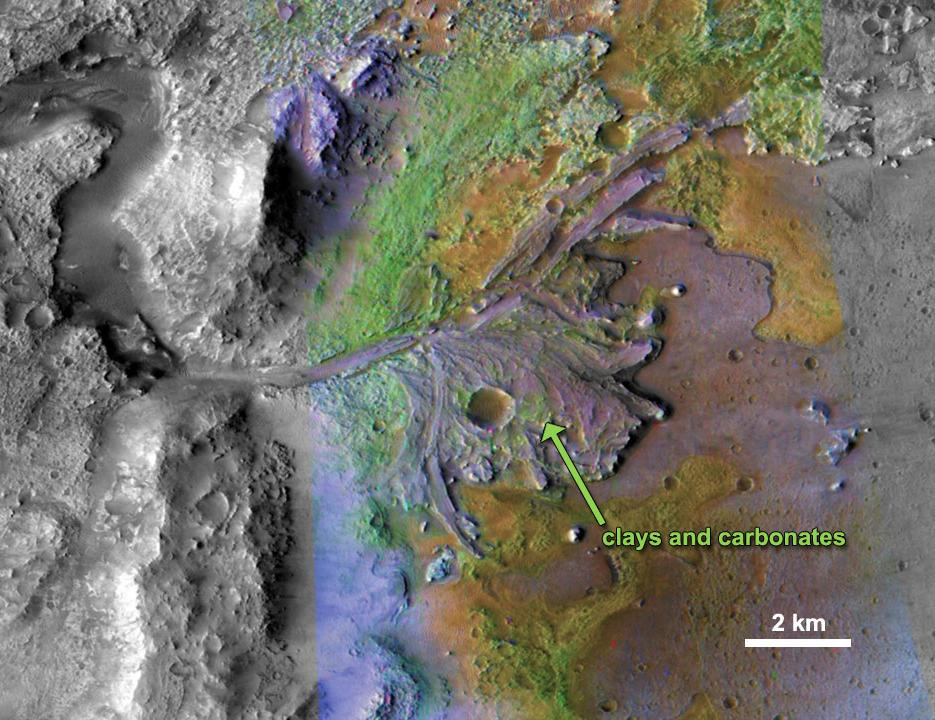
耶泽罗撞击坑三角洲-水的化学蚀变(高清)

## 火星海洋

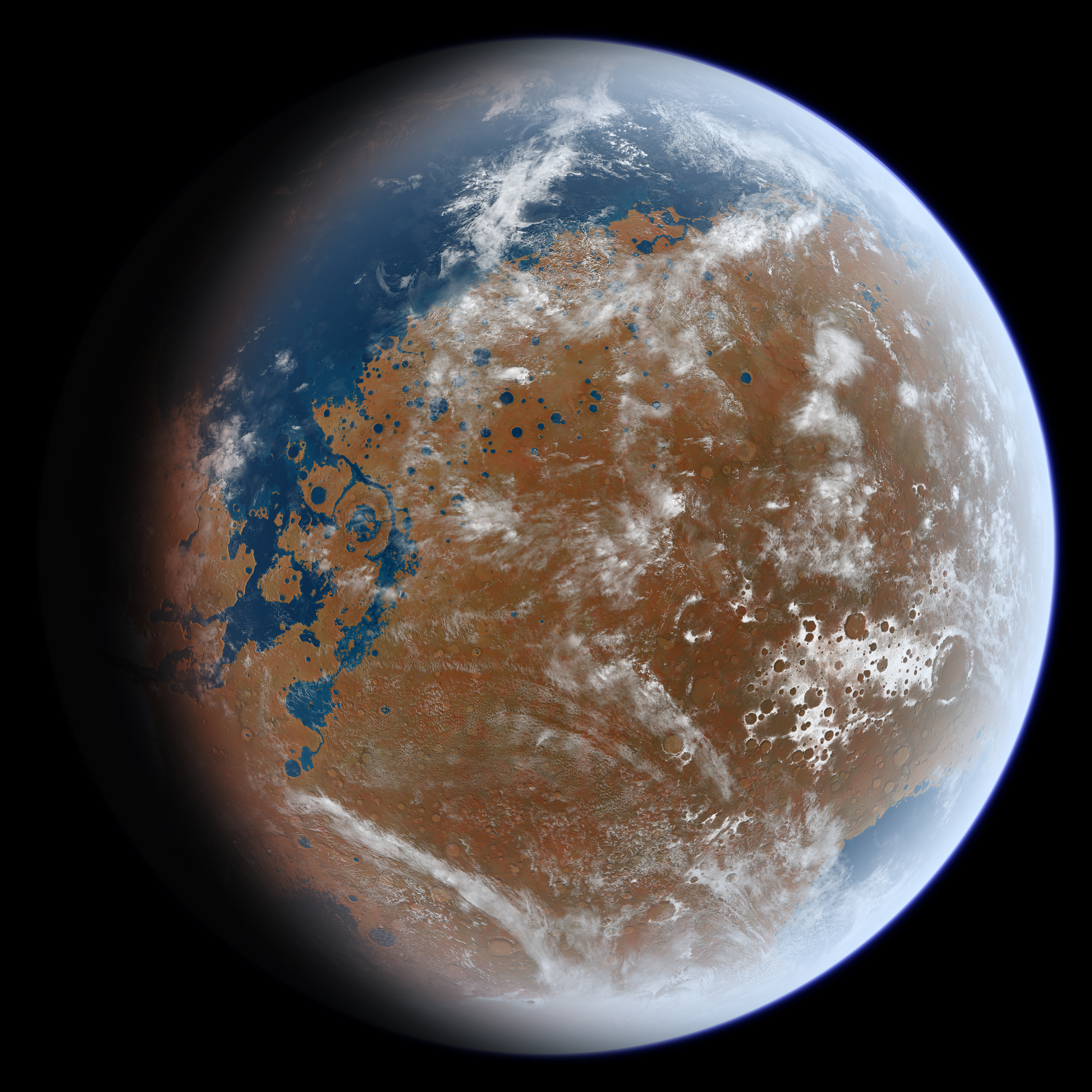
艺术家根据地质数据描绘的古代火星及海洋想象图

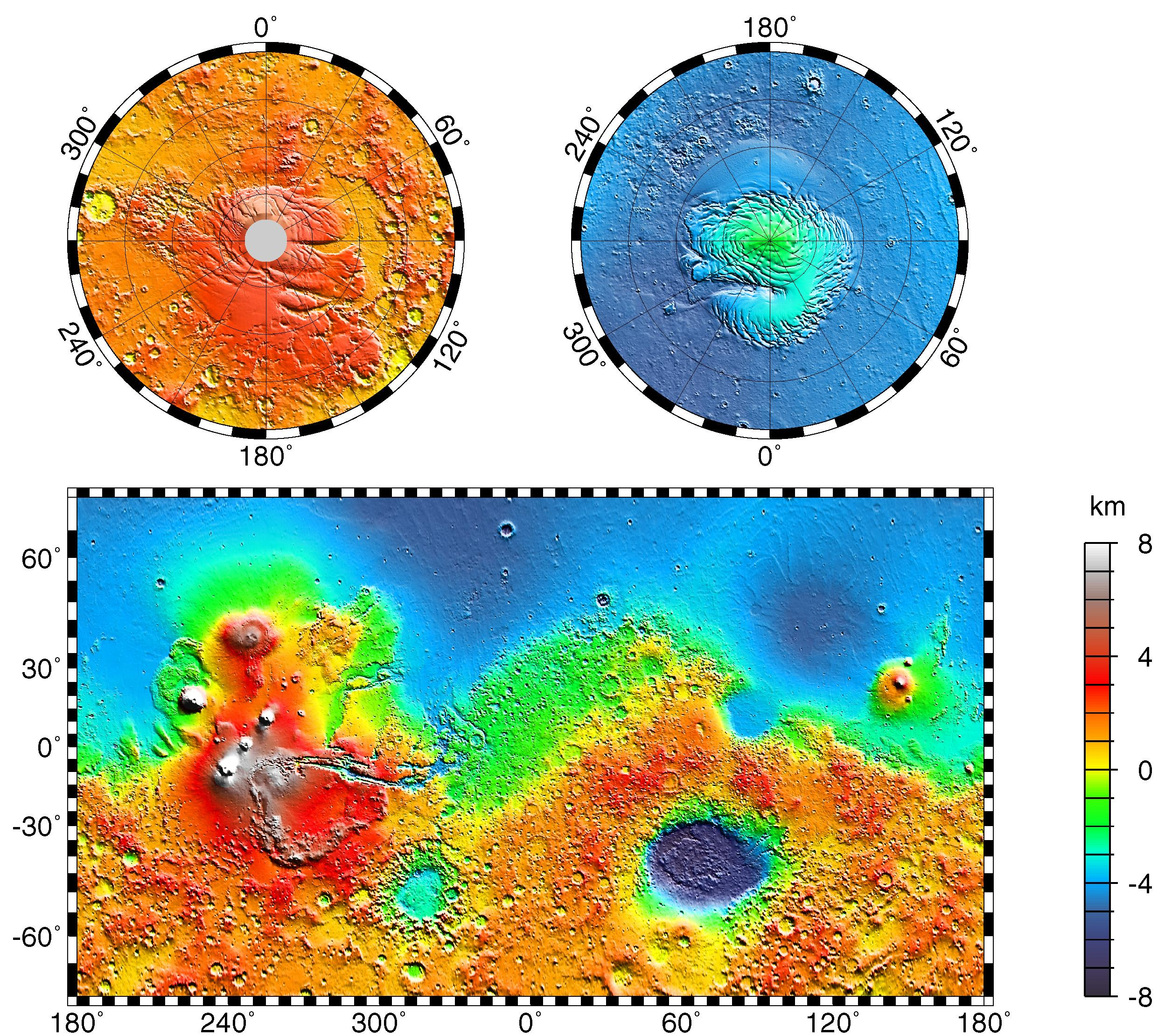
火星北半球蓝色低地区被推测是原始液态海洋所在地。

火星海洋假说推测在该行星地质史早期，近三分之一的火星表面都被液态海洋覆盖。这片被称为“古海洋”的和“北大洋”的原始海洋大约在38亿年前，可能淹没了北半球位于行星平均高度4-5公里（2.5-3英里）以下的北方大平原盆地。存在这片海洋的证据包括类似古海岸线的地理特征以及火星土壤和大气的化学性质。然而，要拥有这样一片海洋，早期的火星需要有一圈磁层、一层更稠密的大气层和更温暖的气候才能让液态水留在表面。

### 观测证据
1976年，海盗号轨道器首次展示的特征揭示了极地附近两条可能的古海岸线：阿拉伯和都特罗尼勒斯海岸线，每一条都长达数千公里。目前火星地理中的一些物理特征表明过去存在一座原始海洋：汇入更大河道的沟壑群意味着受到液体介质的侵蚀，类似于地球上的古河床；宽25公里、深数百米的巨大河道似乎直接从南部高地的地下蓄水层流入到北部低地；火星北半球大部分地区海拔比其他地区要低得多（火星分界），而且非常平坦。低海拔将导致水流（如果存在的话）汇聚在那里，海洋会使它下面的底表变得更平坦。
数十年来，人们对北方辽阔海洋的认可度时起时落。1998年始，科学家麦克马林和肯尼思·埃德吉特使用“火星全球探勘者号”上分辨率比“海盗号”轨道飞行器高5至10倍的摄像机对科学文献中其他人所提海岸线的地方进行了调查。但他们的分析充其量也没有定论，报告说，海岸线的海拔高度从一座山峰绵延数千公里至下一座山峰，起伏相差数公里。这份报告不但让人质疑这些特征是否真的标志着一道消失已久的海岸线，反而被视为反对火星海岸线（和海洋）假说的论据。
2009年发表的研究表明，河道密度比以前估计的要高得多。火星上河谷最多的地区可以与地球上的情况相媲美。研究小组开发了一项计算机程序，通过在地形数据中搜索U形结构来识别河谷，发现的大量河谷渠道有力地支持了火星过去的降雨，火星河谷的全球分布模式也可用一座浩瀚的北方海洋来解释。北半球的大洋还解释了为何河谷网道会有一道自然的南部界限：火星最南端地区离贮水区最远，从而降雨量很少，无法形成河谷。同样，降雨稀少也解释了火星河谷为何由北向南会逐渐变浅。
2010年对火星上河流三角洲进行的一项研究显示，它们中有17处位于拟议的海岸线高度 。如果这些三角洲都靠近一片大型水域，则就确如预期所料。
2012年发表的研究使用了火星快车号轨道飞行器上的玛西斯雷达数据，该仪器的测量结果揭示了区域地表的介电常数类似于低密度沉积物、大块地面冰沉积物或两者的组合，与富含熔岩的表面不同，因此，支持一座业已消失的大型北方海洋假说。
2015年3月，科学家们表示，有证据表明，远古时期火星北半球的水量可能构成了一座约相当于地球北冰洋大小的海洋。这一发现源自从望远镜观测到的现代火星大气层中水/氘比与地球上这一比率的比较。据推测，火星极地沉积物中的氘含量是地球上的八倍（VSMOW），表明古代火星的含水量明显更高。从地图获得的代表性大气值（七倍）并不受当地火星车测量的气候效应影响，尽管望远镜的测量值也处于“好奇号”火星车在盖尔撞击坑测得的5–7倍的富集范围内。

## 水手峡谷系统
位于科普剌塔斯区的水手谷是太阳系中最大的峡谷系统，许多证据表明，整个峡谷系统曾全部或部分坐落着湖泊。峡谷崖壁上普遍分布着众多的岩层，一些峡谷底部堆满了大量层状沉积物，一些研究人员认为，这些岩层都是以前峡谷中溢满液态水时形成的。
水手谷中的各个部分，特别是坎多尔峡谷和朱芬塔峡谷中被称为“内部分层沉积物”（ILDs）的层状堆积，让许多研究人员怀疑它们是在整个区域为一整座巨大湖泊时所形成。但也出现了许尝试解释它们的其他的看法。2015年3月在西坎多尔峡谷进行的高分辨率构造和地质测绘表明，坎多尔峡谷底部的沉积物是在潮湿的干盐湖环境中沉积的盆地填充物，因此，水参与了它们的形成过程。在内部分层沉积物中发现了通常需要水才能形成的矿物，从而支持峡谷中水的存在。欧洲航天局的火星快车号发现了硫酸盐和硫镁矾的可能证据，这二种矿物都必须在水中形成；此外，还检测到灰色赤铁矿结晶形式的氧化铁，其形成通常需要水。虽然这些尚不足证明整个水手谷是一座湖泊，但对于较小湖泊的存在，却提供了相当有力的事证。梅拉斯峡谷被认为曾经有过一座湖泊，因为它是水手峡谷系统最深的部分，较周围地表低11公里（7英里）。从这里到流入北方平原的溢出河道，有一片约0.03度的向上坡地，这意味着如果峡谷注满液体，在流出到北部平原之前，将形成一座1公里深的湖泊。梅拉斯峡谷也是水手谷中最宽的部分，位于伊乌斯峡谷以东的科普剌塔斯区南纬9.8度、东经283.6度处。它穿过了一座古湖泊的层状沉积物，该湖泊形成于西面河谷水道的径流。梅拉斯峡谷过去水资源丰富的支持证据来自火星勘测轨道飞行器发现的水合硫酸盐，它们的形成需要水。此外，在2015年对梅拉斯峡谷西南部进行的研究中，利用高分辨率图像、地形和光谱数据，发现了11处扇形地貌。这些扇形区增添了更多的证据，证明梅拉斯峡谷曾经拥有一座水位波动的湖泊。当地河谷水道的径流可能在梅拉斯峡谷西南部形成了一座湖泊。
科学家们描述了水手谷东部，特别是科普剌塔斯峡谷中一座湖泊的强力证据。该湖泊平均深度只有842米—比水手谷部分深达5-10公里的地区要浅得多，但它110000公里3的容积堪比地球上的里海。此类湖泊的主要证据是存在沿水平面显示的阶坡，表明湖面水位所处的位置。此外，厄俄斯峡谷中预计流水溢出的低点明显显现出河流特征，看上去好似水流聚集在一处狭小区域并造成严重的侵蚀。

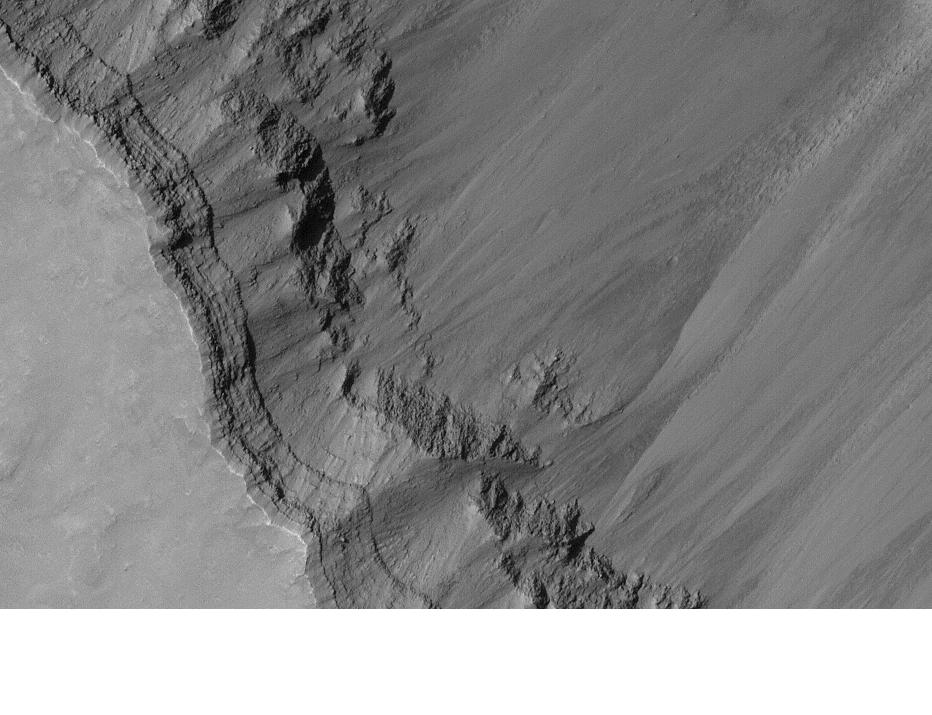
火星轨道器相机公共目标计划下，火星全球探勘者号拍摄的科普剌塔斯峡谷崖壁上的地层。

## 希腊盆地
希腊盆地部分坐落在希腊区中，它是火星表面所知最大的撞击坑，也是太阳系中第二大陨石坑，其深度为7152米 （23000英尺），低于火星标准地形基准面。该盆地位于火星南部高地，被认为形成于大约39亿年前的后期重轰炸期期间。据信，在该星球历史早期，希腊盆地中存在一座深度可能为5.5公里的大型湖泊，已发现了它可能的海岸线。在火星轨道相机拍摄的窄角图像中，可明显看到这些海岸线交替的阶坡和陡壁。在希腊盆地特比陨击坑北侧坑壁上，可见到沉积在盆地内，后因侵蚀而暴露出来的地层，就是一则很好的示例，过去认为特比陨击坑分布有一片巨大的三角洲，但后来的观察结果使研究人员认识到，这些序列地层可能是延伸至整个希腊盆地地层组的一部分。特比陨击坑北侧坑壁中没有足够大的河谷来挟带形成地层所需的大量沉积物。其他的观察结果也否认了特比坑中含有三角洲。此外，火星轨道激光高度计数据显示，这些沉积单元的接触面标示出一种情况，即环绕该盆地数千公里的等高线。

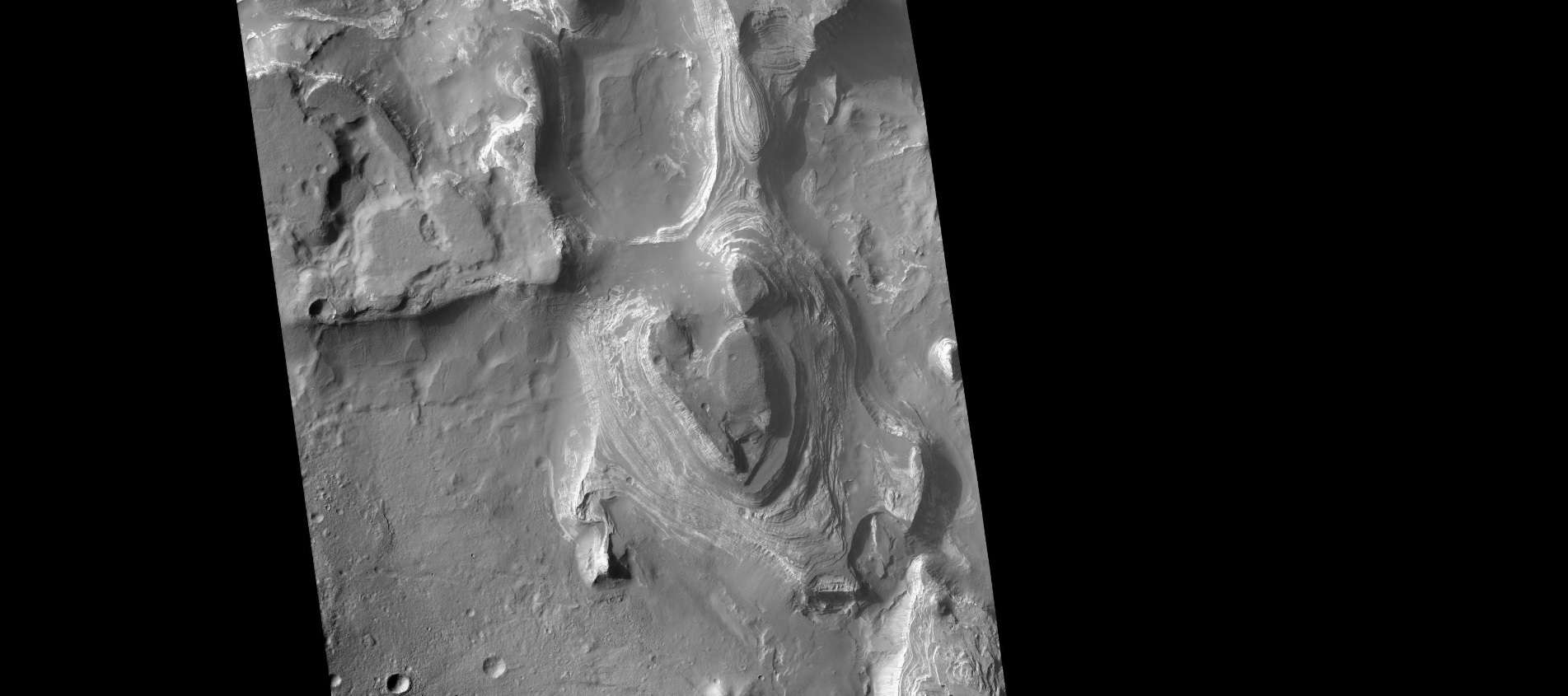
火星勘测轨道飞行器背景相机拍摄的特比陨击坑北侧壁上的岩层，在后续的两幅图像中，该图像部分被放大。
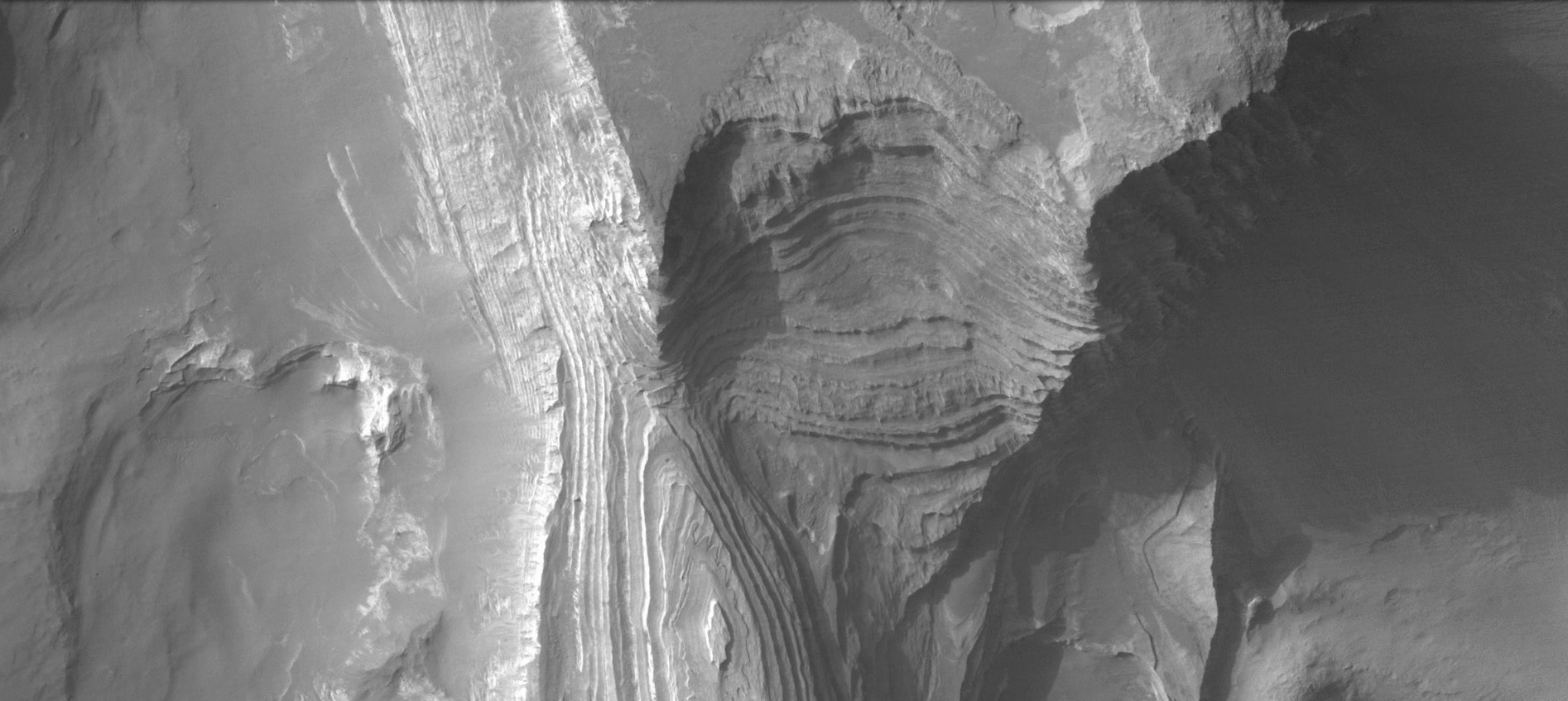
火星勘测轨道飞行器背景相机拍摄的特比陨击坑北侧壁上的岩层。
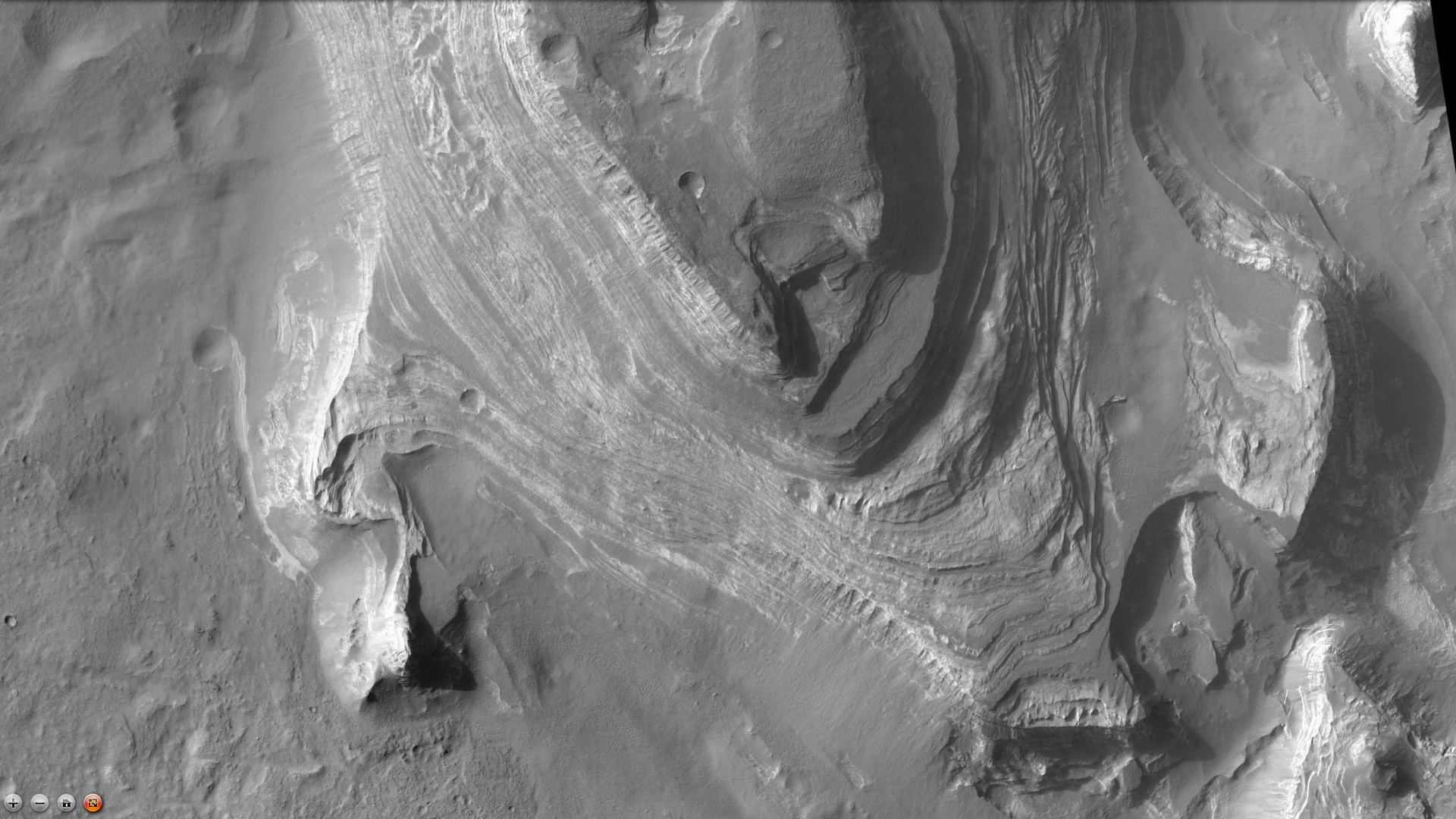
特比陨击坑北侧壁上显示出的很多分层。

据认为由水流形成的河道从四面八方进入盆地。

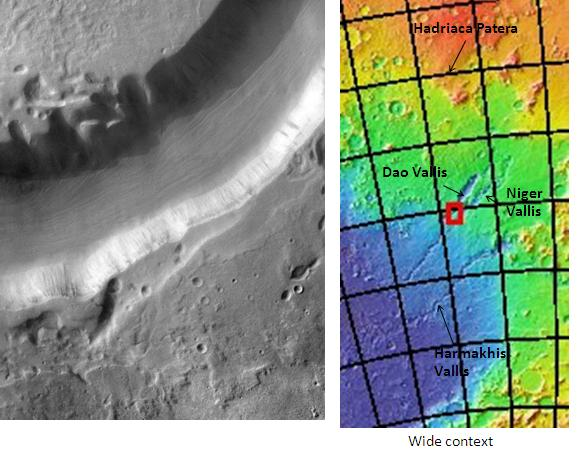
热辐射成像系统显示的道谷，点击图片可查看道谷与周边其他特征的关系，尤其是河道。

道谷发源于一座名为哈德里亚卡火山口的大型火山附近，因此，人们认为它容纳了从大量冻土中被炽热岩浆融化出的水。相邻图像中河道左侧的圆形洼地表明，地下水的侵蚀也产生了水。
希腊盆地可能几乎是整个北部平原面积的五分之一。在当今火星气候下，希腊盆地中的湖泊会在顶层形成厚厚的冰，最终会因升华而消逝，冰直接从固态变成气体，就像地球上的干冰（固态二氧化碳）一样。冰川特征（末端冰碛、鼓丘和蛇形丘）可能是在水凝结成冰时所形成。希腊盆地中的湖泊可能曾持续了很长一段时间，特别是如有地热源的话，因此，微生物生命可能有时间在那里繁衍。

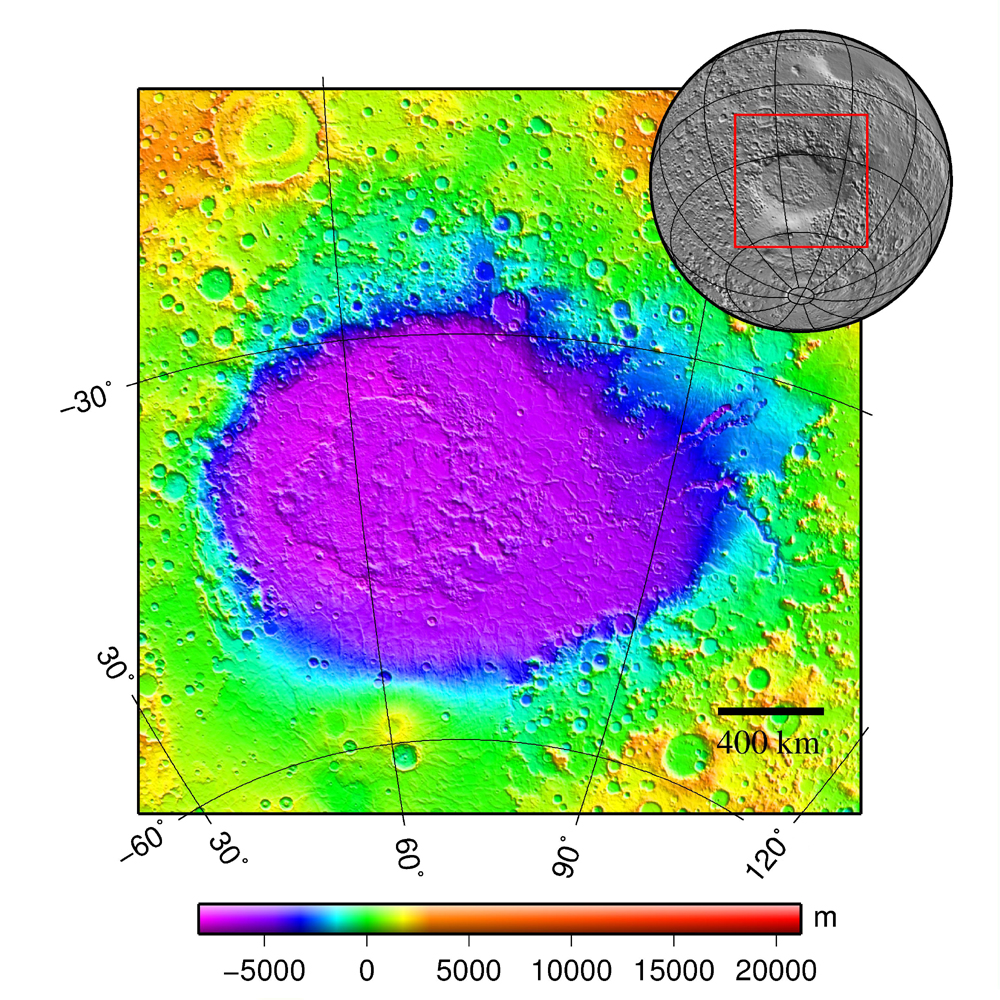
希腊盆地区地形，陨坑低于火星标准地形基准面7152米(23000英尺) [101]。
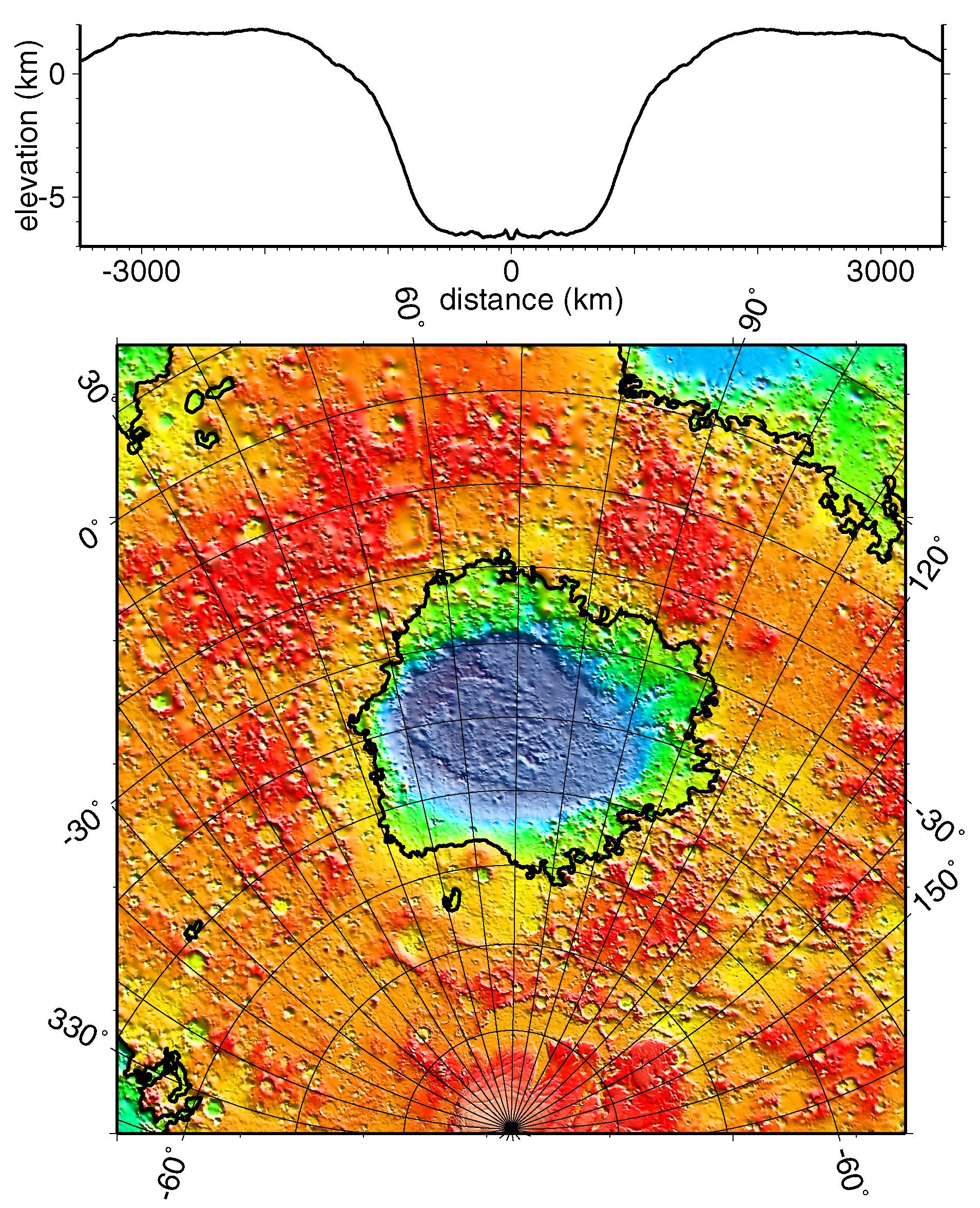
显示了陨坑巨大深度的希腊盆地地图，它是火星上最深的撞击坑，表面气压最高：1155帕 [102] (11.55毫巴、0.17磅/英寸2或0.01个标准大气压)。

## 盖尔撞击坑

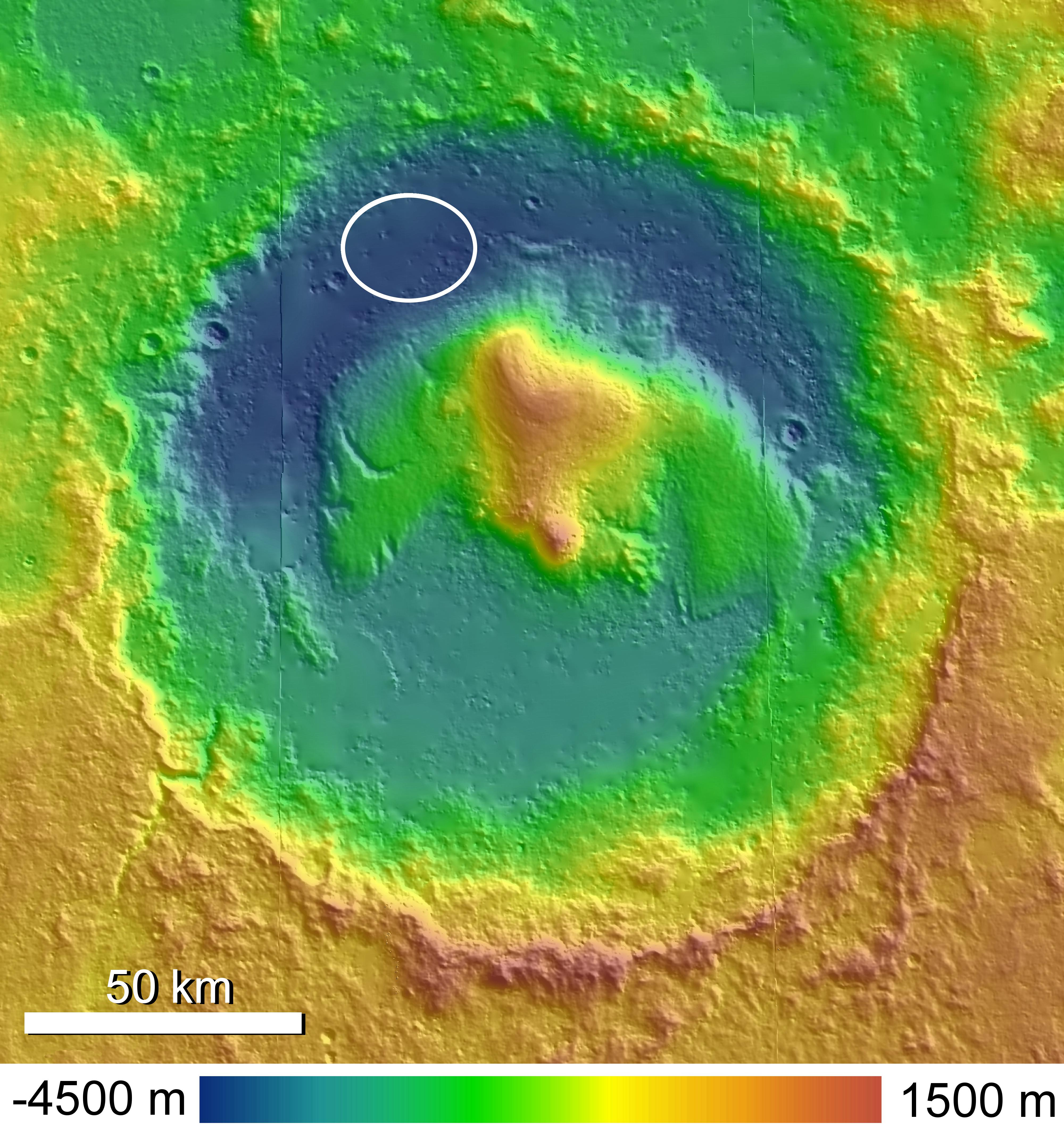
盖尔撞击坑彩色示意地形图，圆圈指示了“好奇号”在陨坑西北底部名为埃俄利斯沼的着陆区（高分辨率立体相机数据）。

盖尔撞击坑是火星上靠近埃俄利斯区西北部的一座陨石坑，直径154公里（96英里），坑内坐落着一座比西雅图雷尼尔山还高的中央峰-埃俄利斯山（先前曾非正式命名为夏普山，以纪念地质学家罗伯特·夏普）。有确凿的证据表明，盖尔撞击坑中曾拥有过一座大湖。2012年8月6日，火星科学实验室降落在盖尔撞击坑中埃俄利斯山附近的埃俄利斯沼内。
2012年8月5日，火星科学实验室“好奇号”漫游车降落在盖尔撞击坑内一座层状山丘下。随着任务的展开，美国宇航局公布的发现和结论详细例举出越来越多的证据，表明盖尔曾经有过一座大湖。2012年9月27日，科学家宣布“好奇号”发现了表明火星之水曾“奔腾流动”的古河床证据。2013年12月9日，美国宇航局报告说，盖尔撞击坑中有一座可能为微生物宜居环境的古淡水湖。“好奇号”发现了细粒沉积岩，这代表了一座原本适合化能无机自养型生命的古湖泊。这种液态水环境具有中性pH值、低盐度以及适用于某些微生物的铁和硫，并测量到了生命所需的碳、氢、氧、硫、氮等元素。盖尔撞击坑中的古湖泊可能曾存续了数百到数万年。
“好奇号”在盖尔撞击坑黄刀湾沉积岩（泥岩）中发现了只有在有水情况下才能形成的粘土矿物（三八位层状矿物），该泥岩样本分别被命名为约翰·克莱恩和坎伯兰。据估计，它们形成的时间晚于诺亚纪年代，这意味着那里的水存在的时间可能比以前所想的要更长。

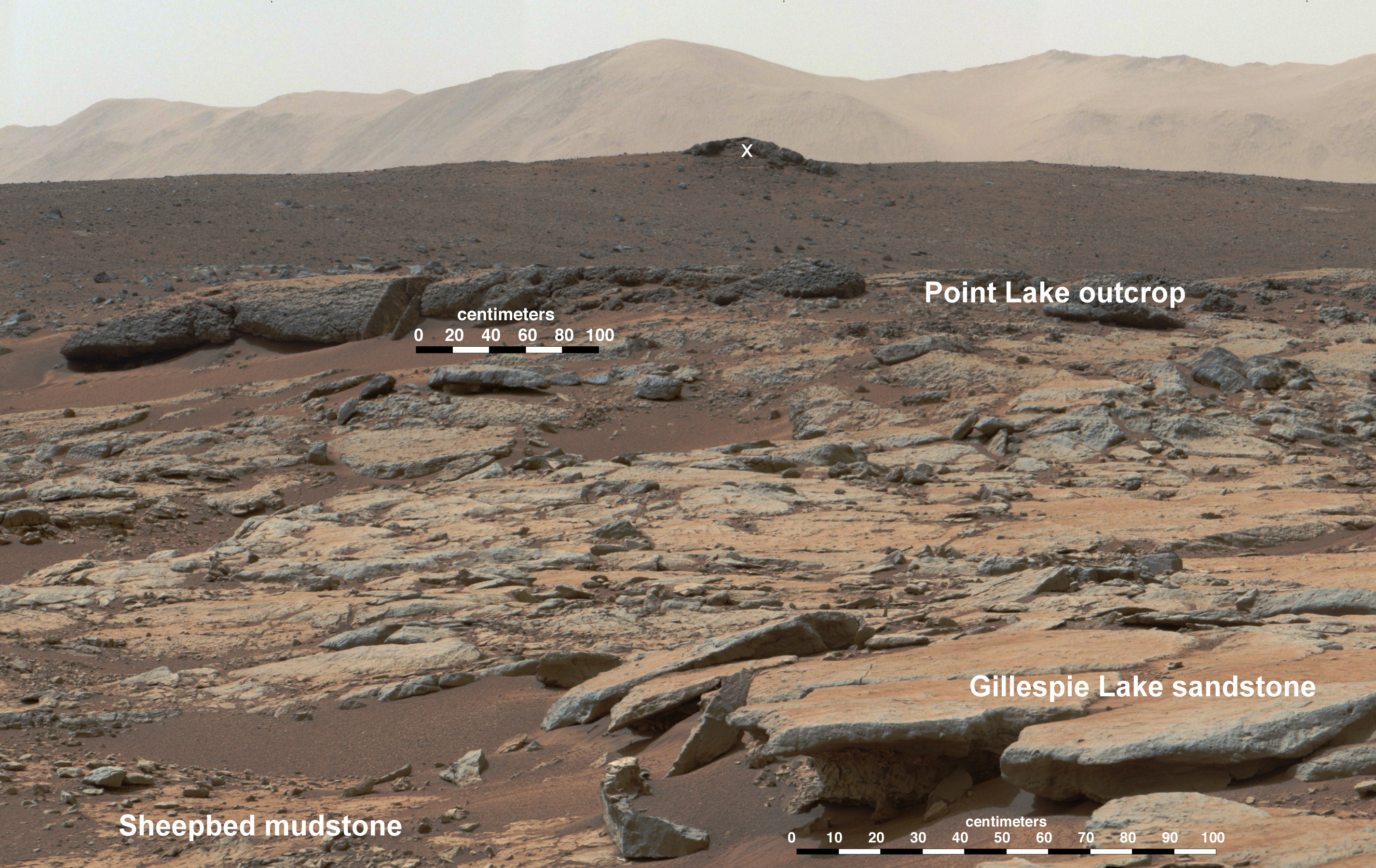
2013年2月14日“好奇号”漫游车拍摄的“羊床”泥岩（左下）及周边视图。

盖尔撞击坑中分布着许多冲积扇和三角洲，它们提供了过去湖泊水位的信息。这些地层为：薄饼三角洲、西部三角洲、法拉谷三角洲和和皮斯谷冲积扇。
在2014年12月8日的新闻发布会上，火星科学家详述了“好奇号”探测车的观测结果，表明火星夏普山是由数千万年来堆积在大型湖床上的沉积物所构成。这一发现表明，古代火星的气候可能在该星球上的许多地方形成了长久的湖泊。岩层表明这座巨大的湖泊曾被多次注满和蒸发，证据是许多相互堆叠的三角洲。
盖尔撞击坑被认为是一座封闭型盆地湖泊，因为它只有流入，而没有流出河道。。
粘土及硫酸盐矿物只在有水环境中才能形成，它们也能保存过去生命的印迹。盖尔撞击坑岩石中记录的水历史，为“好奇号”研究火星是否曾是微生物栖息地提供了许多线索。盖尔撞击坑的特别之处是可以同时观察到在不同水环境中形成的粘土和硫酸盐矿物。 

## 霍顿撞击坑
霍顿撞击坑是珍珠湾区一座直径40公里的陨石坑，其名称取自美国天文学家、太平洋天文学会创始人爱德华·辛格登·霍顿（Edward Singleton Holden）。与火星上其他一些陨石坑一样，霍顿撞击坑有一条溢出河道—乌斯钵谷与之相通，陨坑内的一些特征，尤其是湖泊沉积物，似乎是由流水所形成。
该陨坑的坑壁上被切刻出道道冲沟，一些冲沟的末端是水流搬运物形成的扇形冲积堆。该陨坑引起了科学家们的极大兴趣，因为它清楚地暴露出了一些湖泊沉积物。火星侦察轨道器发现这些地层中含有粘土 ，粘土只有在有水情况下才能形成。该地区被怀疑曾流淌过大量的水流，并发生在一处比休伦湖更大的水体在冲破坑壁阻挡后所引发的巨流。霍顿撞击坑是一座古老的陨坑，里面分布着许多更小的撞击坑，其中许多坑内都填满了淤积物。事实上，霍顿撞击坑中暴露的沉积物超过150米，尤其在陨坑西南部，坑内的中央山脉也被沉积物遮蔽，大部分沉积物可能来自河流和湖泊的堆积。霍顿撞击坑也位于乌斯钵-拉冬-摩拉瓦谷溢流水系中。

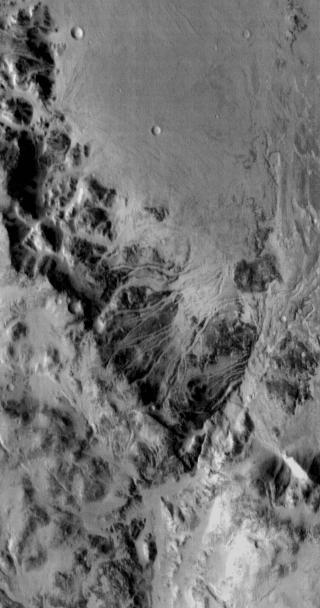
热辐射成像系统显示的珍珠湾区霍顿撞击坑坑壁上的河道特写。

### 霍顿撞击坑地质史
对霍顿撞击坑周边整个区域的研究，使人们了解到塑就该陨坑以及两座不同湖泊的一系列复杂事件。从阿耳古瑞盆地一座大型湖泊中泄出的水流形成了一系列被称作“乌斯钵-拉冬-摩拉瓦水系”的大型河流。当撞击发生并产生出霍顿撞击坑后，该水系被一道几乎1公里高的坑壁阻断。被坑壁拦阻的水流，可能还有地下渗出的水，一起汇聚成了第一座湖，该湖泊幽深而持久，湖中淤积了最底层的沉积岩。由于霍顿坑壁的阻挡，大量的水流被排入乌斯钵谷，加上尼尔格谷的汇入，流量达到4800米3/秒。当水位涨至某一高度时，蓄水冲破了霍顿撞击坑坑壁，形成第二座200-250米深、寿命较短的湖泊。深度至少50米的水流以密西西比河5-10倍的流速冲入进霍顿撞击坑，所遗存的阶坡和大岩石（数十米宽）支持了这种高流出率。

## 西埃律西昂平原古湖
有证据表明在埃律西昂西部有一座大型湖泊，然而，一些研究人员认为这种地形可用大片熔岩流来解释。这座假想湖泊的流域面积超过150公里2，覆盖着断裂的地块和蜿蜒的山脊，看上去就像地球上的大块浮冰。该区域多边形地形中呈现的图案地面和侵蚀模式支持了含冰物质，因此是一座湖泊。此外，流线型岛屿、瀑布和树枝状河道系统的存在表明，来自湖泊中的水流形成了这种结构。这里的一些地表分布有“无根锥”，一种带有凹坑的土堆。它们可能是熔岩在富冰地表上流动时，熔岩与地下冰一起爆炸所导致。冰融化并变成蒸汽，在爆炸中膨胀，形成圆锥体或圆环。冰岛也发现了类似的特征，当熔岩覆盖被水浸透的基底时。
埃律西昂平原盆地几乎可被描述为一种完美的等位面，因为它在500公里范围内仅倾斜了10米左右，与地球海洋的水平面差不多。这一非常平缓的坡度反驳了熔岩流形成说。在一些地方已发现流面降低了一半，如果流体是水，则会出现这种情况，但如果是熔岩，则不会降低。据估计，该湖泊的最大深度在31到53米之间。西埃律西昂古湖位于埃律西昂区南部，靠近埃律西昂火山区南部和刻耳柏洛斯堑沟群附近，有人提出，该古湖的水来自刻耳柏洛斯堑沟群中的凹槽。现已提出了数种想法来解释其确切的机制，包括地下水排泄和穿过冰冻圈的岩脉。

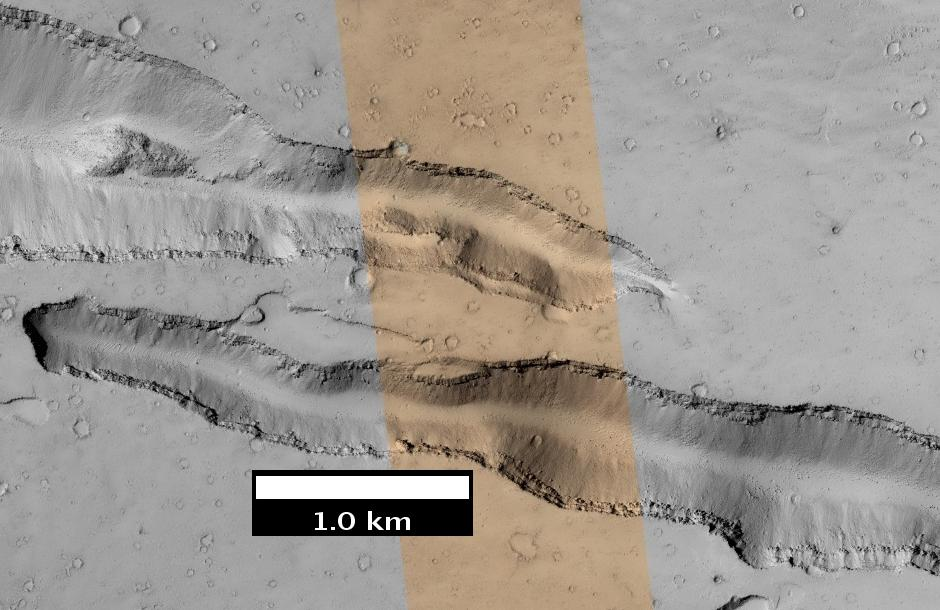
HiWish计划下高分辨率成像科学设备显示的刻耳柏洛斯堑沟群中的槽沟。
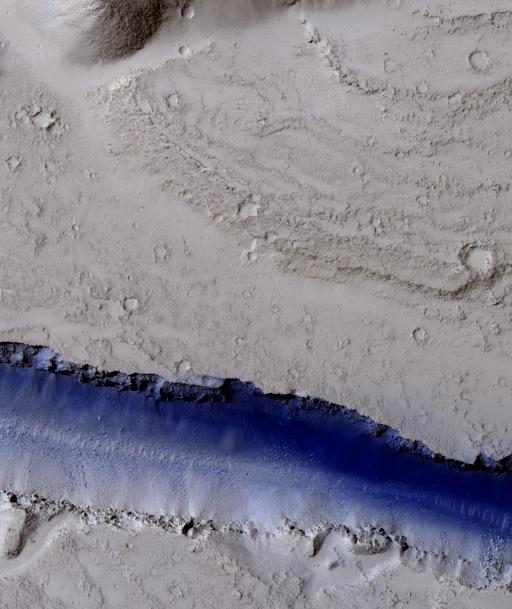
HiWish计划下高分辨率成像科学设备在埃律西昂火山区看到的一条槽沟（堑沟）部分，槽沟是刻耳柏洛斯堑沟群的一部分。

## 阿耳古瑞盆地
阿耳古瑞盆地是在希腊撞击7000万年后，发生的又一次巨大撞击中形成的。在火星早期历史中，据推测盆地内就可能有一座湖泊。阿耳古瑞盆地位于阿耳古瑞区内，至少有三条河谷（苏里尤斯谷、泽盖谷和帕拉科帕斯谷）从南部流入到湖中。在阿耳古瑞湖冻结后，冰形成了今天可见的蛇形丘。一篇发表在《伊卡洛斯》上由22名研究人员撰写的文章认为，形成阿耳古瑞盆地的大撞击可能撞击到了冰盖或厚厚的永久冻土层，所产生的能量融化了冰，形成了一座巨大的湖泊，最后将水输送到北方。该湖泊的容积相当于地球上的地中海，最深处可能需要超过十万年的时间才能结冰，但在撞击热量、地热能和溶解物的帮助下，它可能拥有了数百万年的液态水，生命可能在此阶段发展起来。该区域显示了大量具有流体特征的冰川活动证据，包括冰隙状裂缝、鼓丘、蛇丘、冰斗湖、刃岭、冰斗、角峰、U形谷和台阶地等。由于阿耳古瑞蜿蜒山脊的形状，作者得出结论认为它们是蛇形丘 。

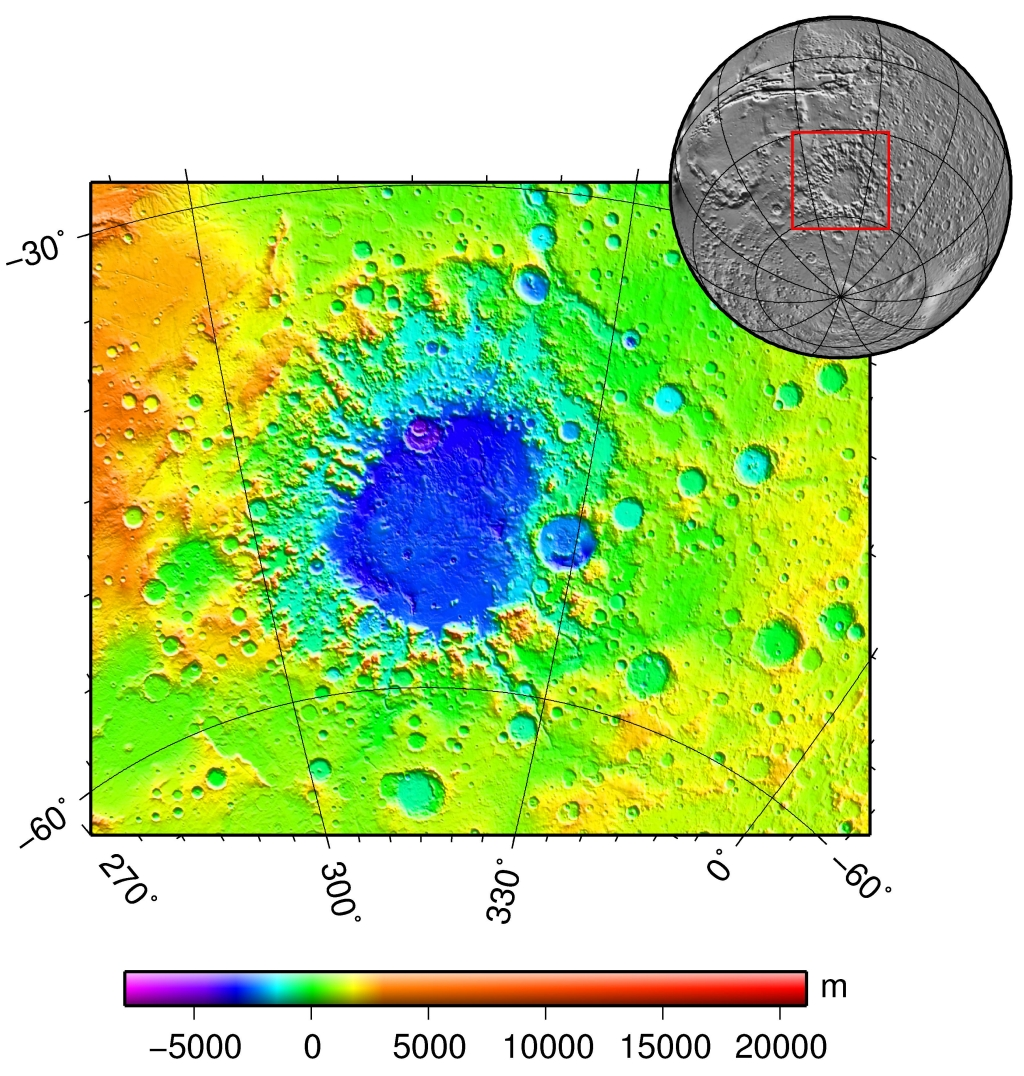
显示阿耳古瑞盆地地理环境的火星轨道器激光高度计地图。
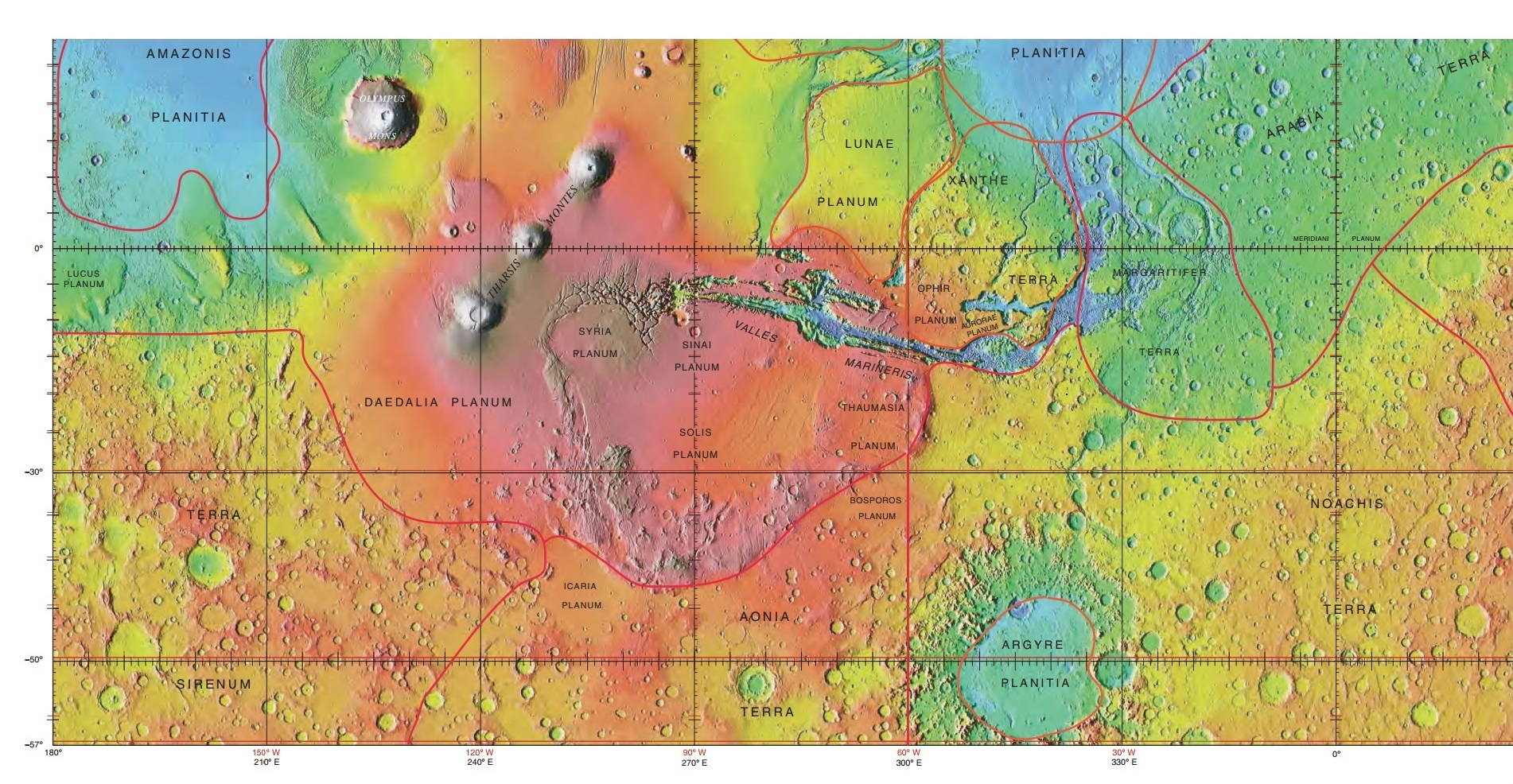
显示阿耳古瑞平原及其他地区边界的火星轨道器激光高度计地图。
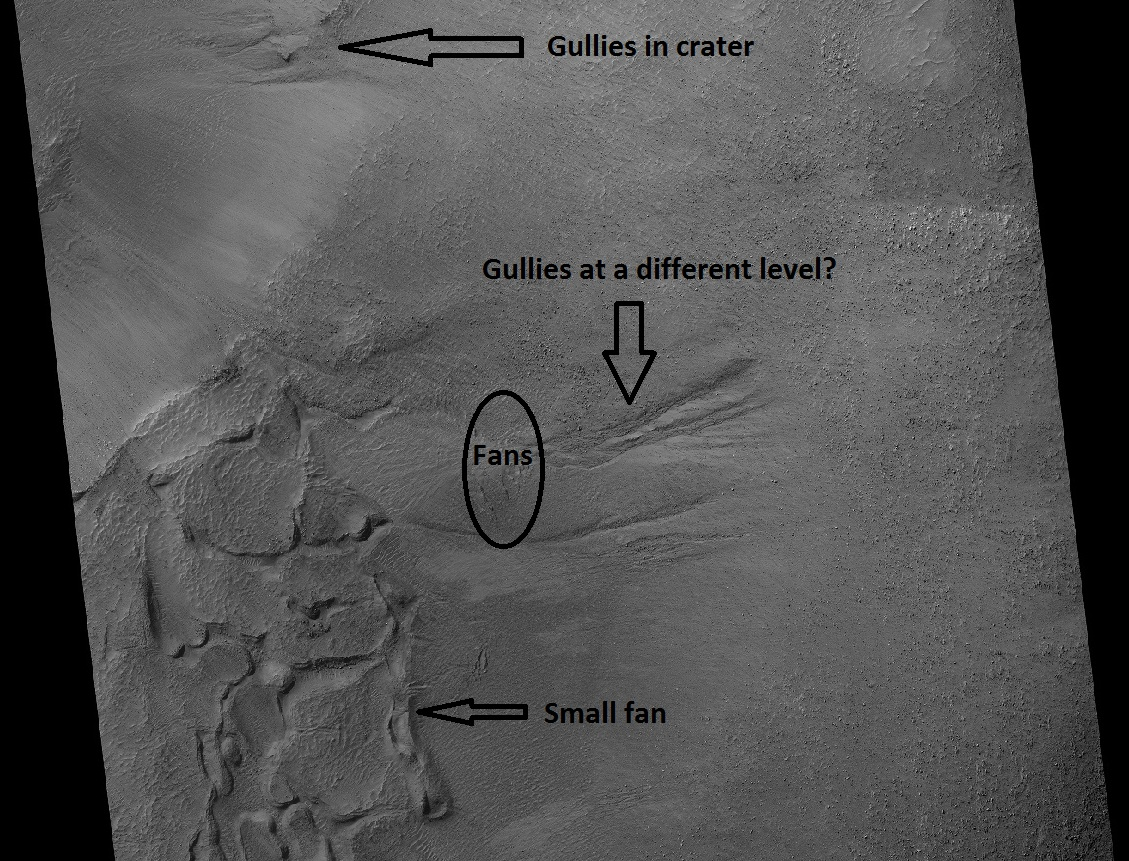
HiWish计划下高分辨率成像科学设备显示的分布着冲沟、冲积扇和洼地的阿耳古瑞区，后面的照片是该图像部分的放大版。
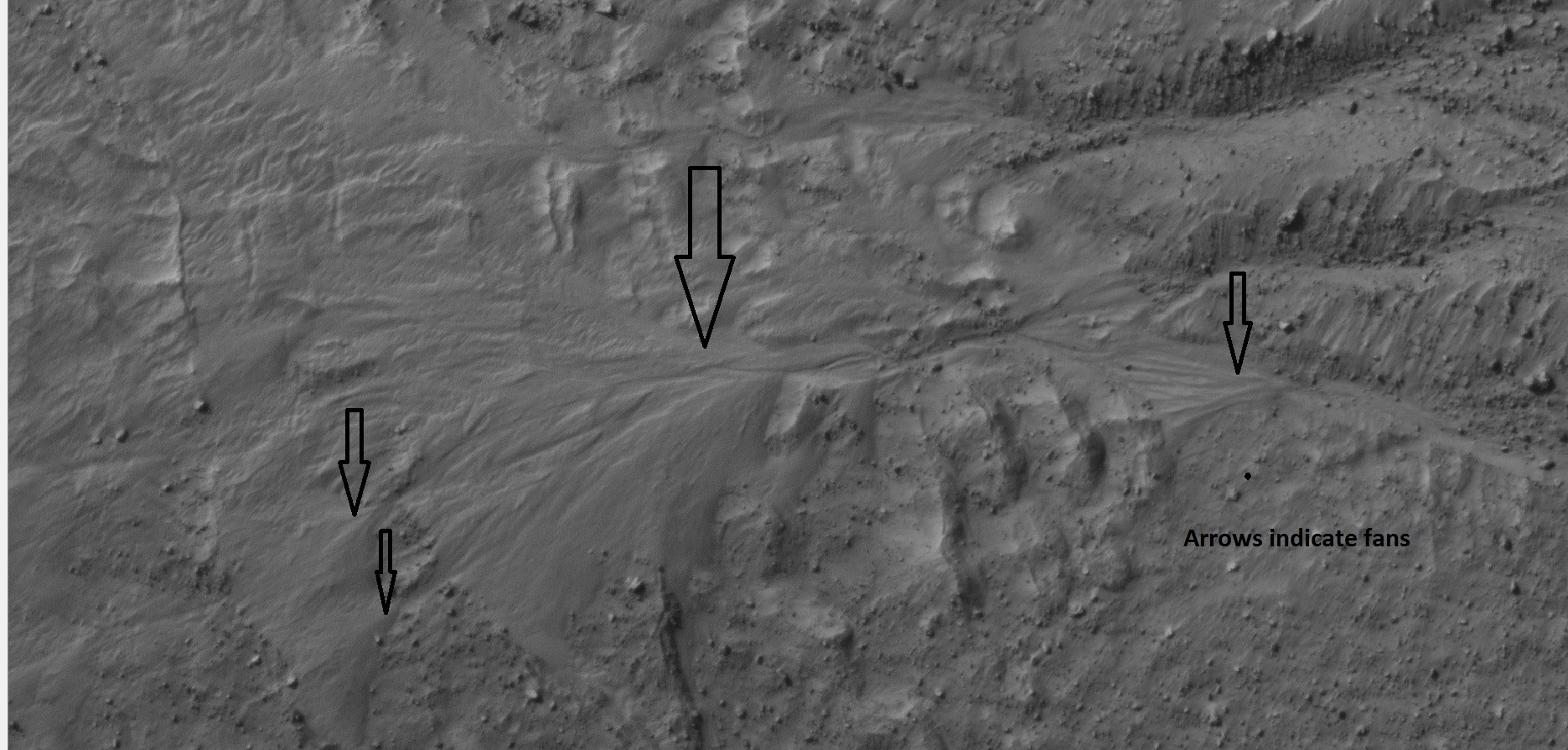
HiWish计划下高分辨率成像科学设备显示的数级冲积扇，这些冲积扇所在位置如上图所示，冲积扇是在水的作用下形成的。
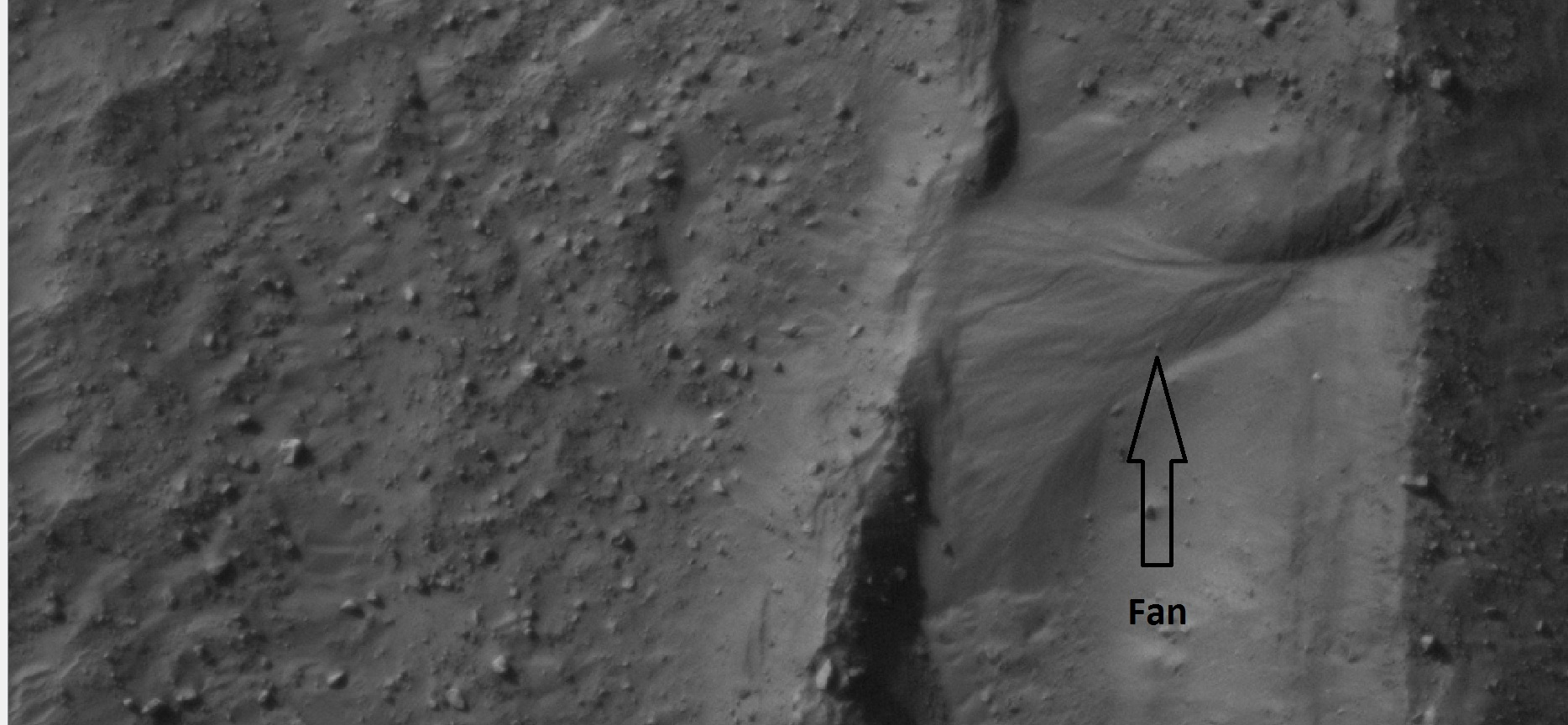
HiWish计划下高分辨率成像科学设备显示的小型、形态良好的冲积扇。该冲积扇的位置如上图所示，水参与了冲积扇的形成。

## 里奇陨击坑
里奇陨击坑是科普剌塔斯区一座直径79公里的撞击坑，其名称取自美国天文学家乔治·威利斯·里奇（1864年-1945年），有强力证据表明它曾经是一座湖泊。里奇陨击坑曾被建议为火星探测车的着陆点，在该陨坑中发现了包括粘土在内的一系列沉积物，粘土沉积物表明坑中曾存在过一段时间的水，沿陨坑壁和边缘上的河流特征以及冲积物/河流沉积物，支持了过去某个时间存在大量水的观点。

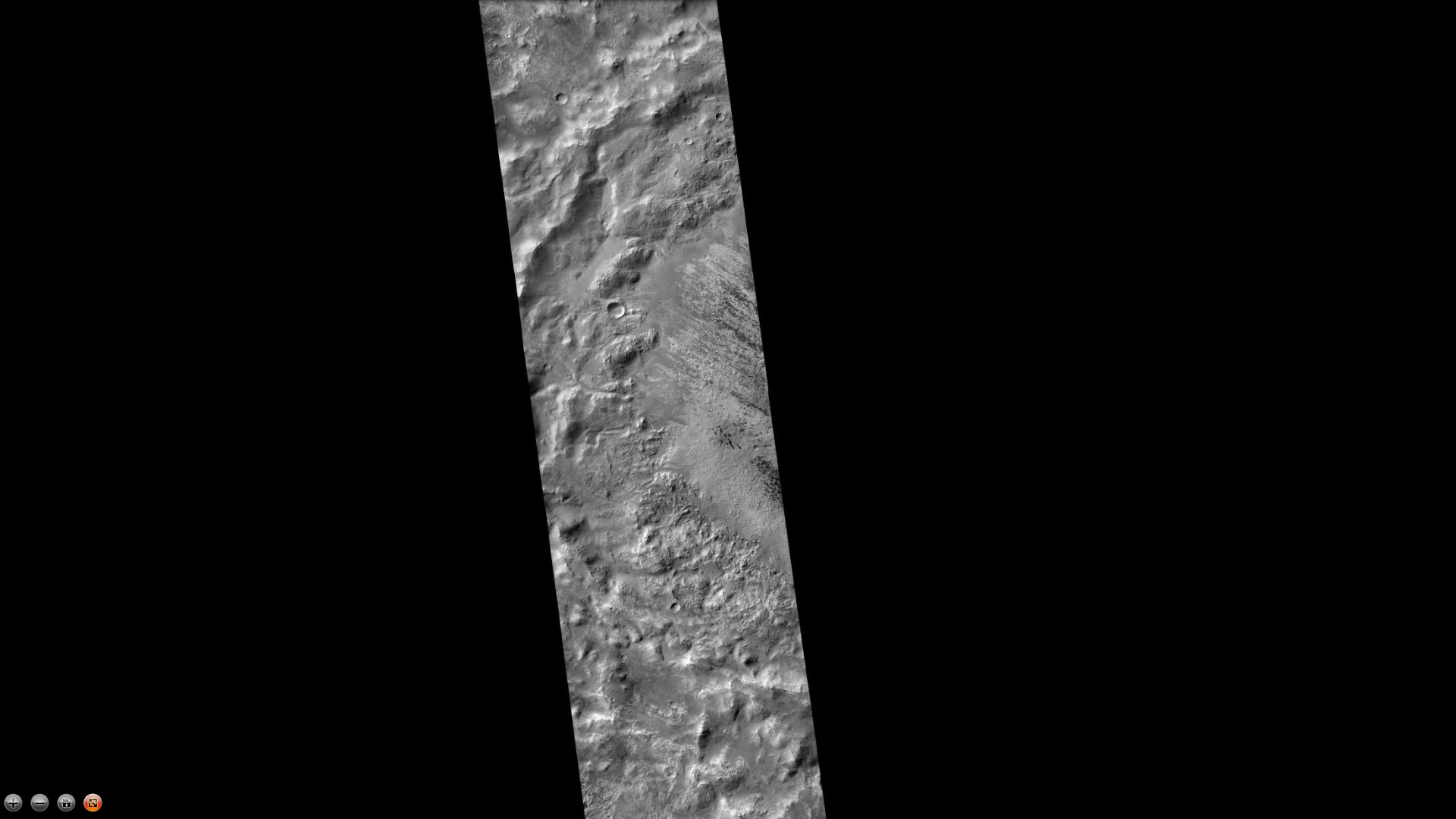
火星勘测轨道飞行器背景摄机拍摄的里奇陨击坑西侧坑壁上的冲积扇，注意：这是前一幅图像的放大版。

## 耶泽罗撞击坑

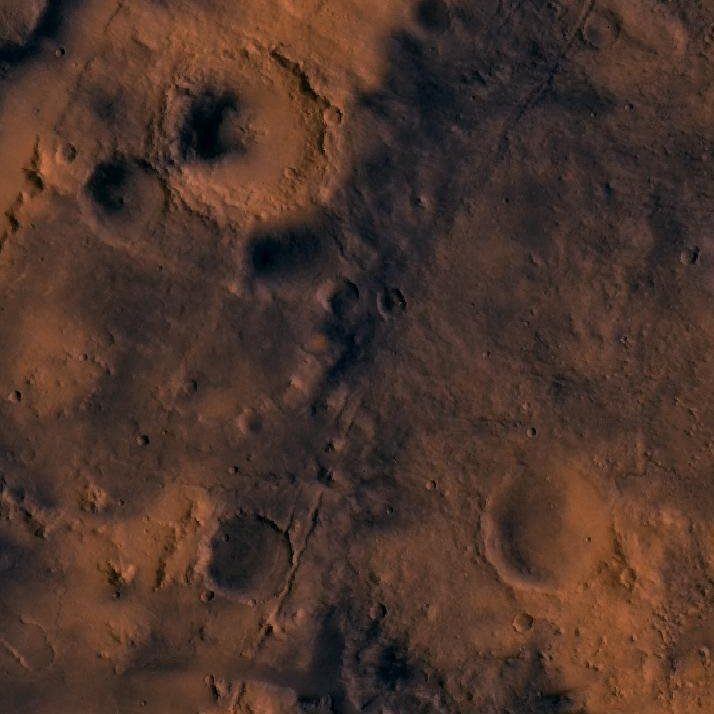
海盗1号轨道器

耶泽罗撞击坑是火星上位于大瑟提斯区北纬18.855度、东经77.519度处的一座陨石坑，直径约49.0公里（30.4英里）。该陨坑被认为曾被洪水淹没过，里面分布有一片富含粘土的扇状三角洲沉积物。

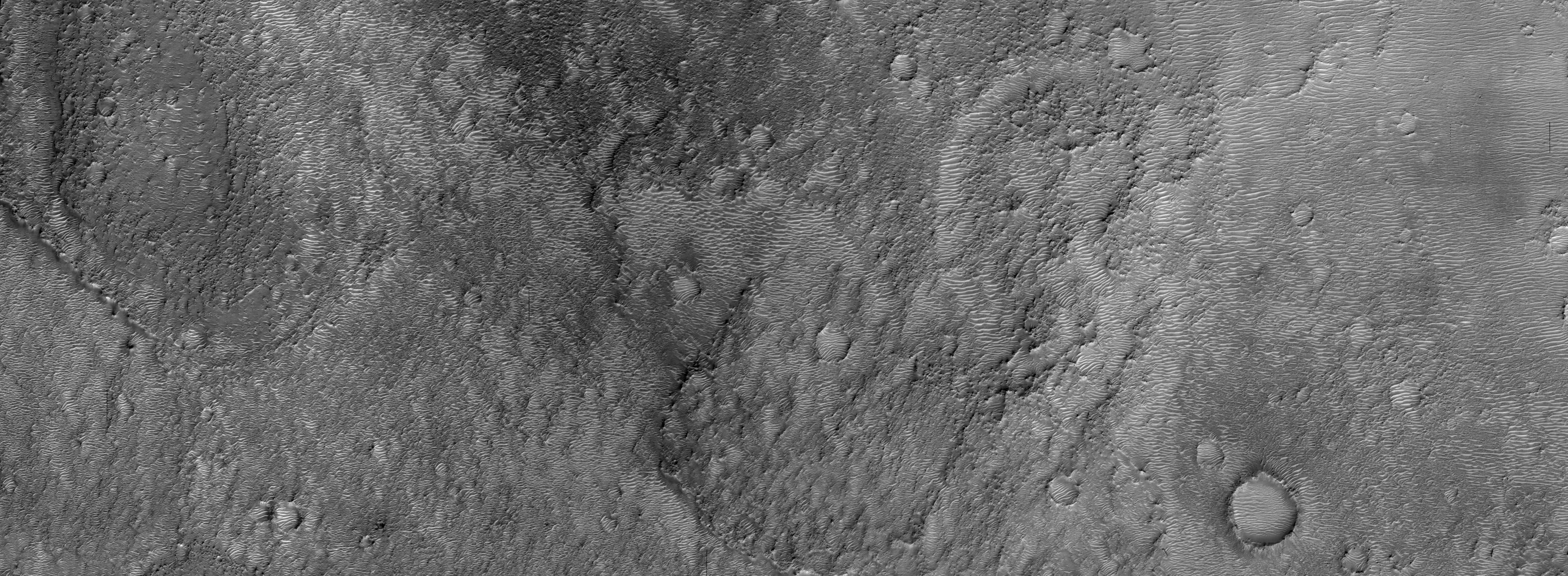
火星2020降落地点位于耶泽罗撞击坑内。

耶泽罗撞击坑曾被考虑为火星科学实验室登陆地，也是“毅力”号火星探测车的着陆点。在该陨坑及周边发现了粘土矿物，火星勘测轨道飞行器发现了蒙脱石粘土，粘土在有水情况下才形成，所以该地区在古代可能曾经有水，也可能有生命。一些地方的地表开裂成多边形图案，这种形状通常在粘土变干时所形成。
2015年3月，研究人员在发表的一篇论文中描述了杰泽罗陨石坑中如何存在一座火星古湖泊系统的看法。这项研究提出了这样一种观点，即该陨坑至少两次被水注满。在陨石坑北侧和西侧有两条供流水道，这两条水道在登陆点附近都有类似三角洲的沉积物，沉积物被水挟带并沉积在湖中，图片显示了这些分层和弯流。
火星2020任务的主要目标是寻找古代生命的迹象，希望后续的任务可从被确认可能含有生命遗骸的地点取样返还。为了能安全降落，需要一片12英里（20公里）宽、平坦和缓的圆形区域。地质学家希望检查曾经积水的地方，对沉积层层进行勘查。

## 埃里达尼亚湖
埃里达尼亚湖是一座理论上的古湖泊，面积约110万平方公里，其最大深度为2400米，容积562000公里3，比地球上最大的内陆海里海还要大，较火星上其他所有湖泊的水量加起来还要多。埃里达尼亚湖的蓄水量是北美五大湖的9倍多。推测该湖湖面位于环湖河谷的较高处，因为所有河谷都终止于同一海拨高度，表明它们流入进同一座湖中。

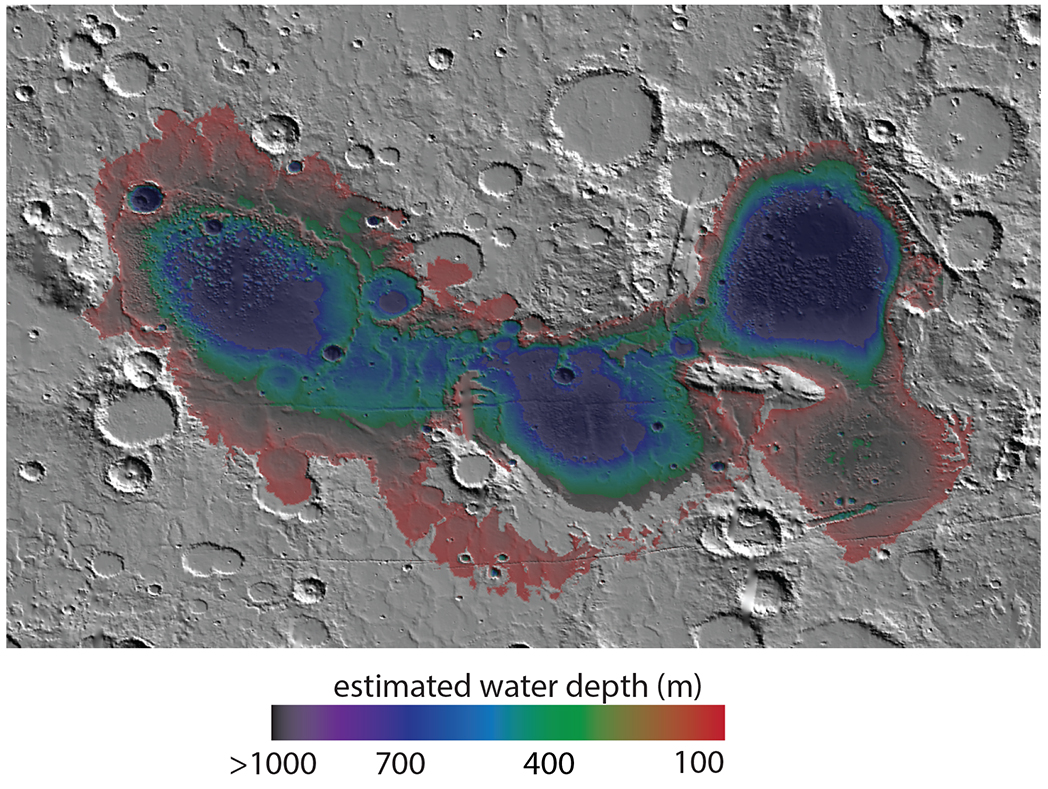
显示了埃里达尼亚湖不同地区估测水深的地图，地图宽约530英里。
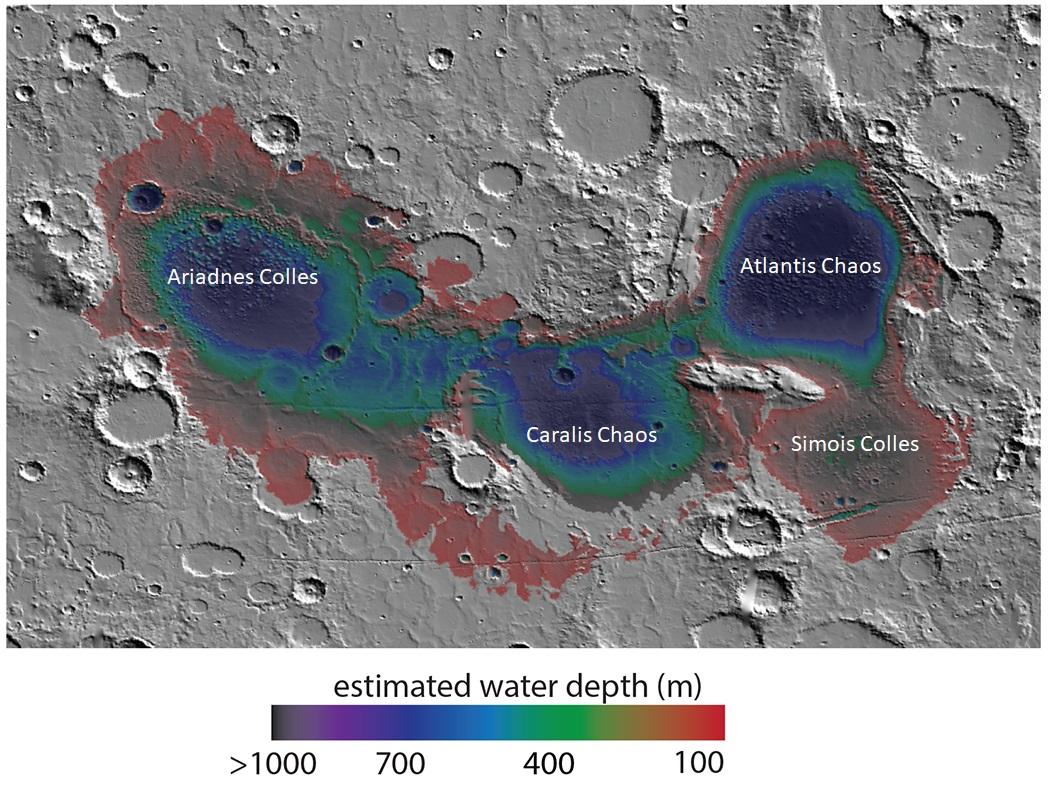
标注出的埃里达尼亚湖周边特征

三座盆地组成了阿里阿德内斯湖（以东经175度、南纬35度为中心）、亚特兰蒂斯湖（东经182度，南纬32度为中心）和戈尔贡湖（东经192度，南纬37度为中心），它们位于马丁谷溢出河道的源头，并延伸至厄律达尼亚区和法厄同区。随着厄里达尼亚湖在诺亚纪晚期的干涸，它分成了一系列较小的湖泊。在这座假设的湖泊边界内发现了需要水才能形成的粘土。利用紧凑型火星侦察成像光谱仪的高光谱数据，它们被鉴定为含镁/铁的页硅酸盐和富铝页硅酸盐。2016年，使用火星快车号光学与红外矿物光谱仪和紧凑型火星侦察成像光谱仪的进一步研究发现，富铝粘土层之上有一层覆盖层（可能是铝蒙脱石和/或高岭土）。这层之下是含铁的粘土，称为绿脱石（nontronite smectite），然后是一层沸石或水合硫酸盐，还发现了少量明矾石和黄钾铁矾矿床，粘土矿物为保存过去火星生命遗迹提供了有利条件。
后来用紧凑型火星侦察成像光谱仪进行的研究发现了厚度超过400米的厚矿床，其中含有皂石、滑石皂石、富铁云母（例如海绿石-绿脱石）、铁和镁蛇纹石、镁铁钙碳酸盐和可能的硫化铁。硫化铁可能是在火山加热的深水中形成的，这种被归类为热液作用的过程可能是生命起源的地方。皂石、滑石皂石、绿脱石、海绿石和蛇纹石在地球海底都很常见。地球上生命最早证据出现在海底沉积物中，这些沉积物与在埃里达尼亚盆地发现的沉积物相似，所以，来自埃里达尼亚湖的物质样本可让我们深入了解早期地球的环境。在存在湖滨线的地方发现了氯化物沉积物，它们是随着湖水的蒸发而沉积下来的。这些氯化物沉积物被认为很薄（不到30米），因为一些陨石坑的喷射物中并没有显示出这种化学物质。陨石坑的喷出物含有地表下物质，因此，如果氯化物沉积很厚，它们就会出现在喷出物中。

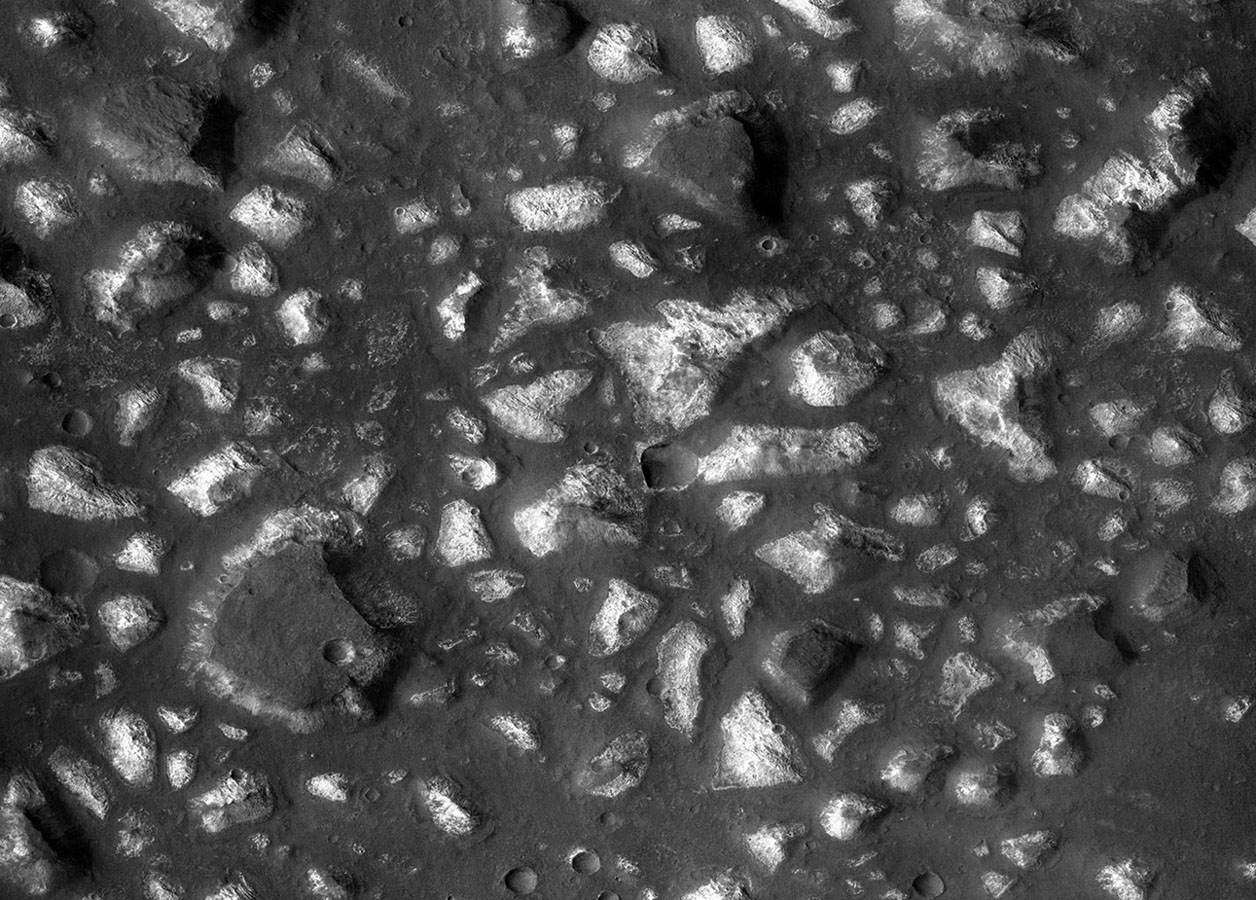
来自埃里达尼亚湖底深水盆地的沉积物。地表上存在的桌山因受到深水/冰盖的保护而免受强烈侵蚀。紧凑型火星侦察成像光谱仪的测量表明，矿物可能来自湖底热液矿床，生命有可能起源于这片湖泊。
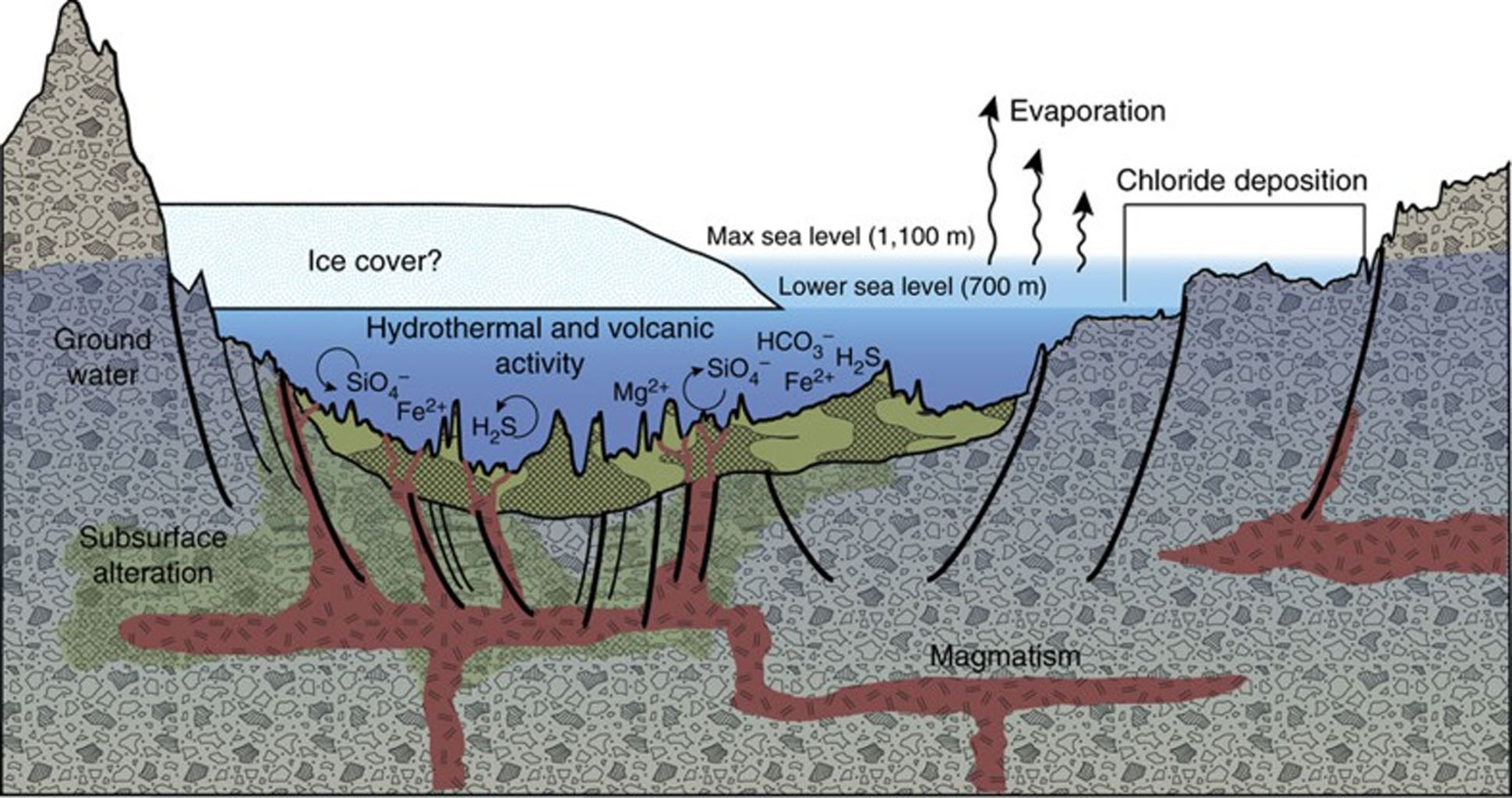
图中显示了火山活动如何导致埃里达尼亚湖底矿物的堆积，蒸发的氯化物沿湖岸线沉积。

2018年，在德克萨斯州举行的行星科学会议上，发表的一篇论文提出，埃里达尼亚深湖富含能量和化学营养的环境可孕育了古代生命，地球上生命的最早证据与这种深水环境相类似。

## 哥伦布撞击坑
哥伦布撞击坑是门农尼亚区一座直径119公里的陨石坑，以意大利探险家克里斯托弗·哥伦布（1451年-1506年）的名字所命名。利用轨道近红外光谱仪分析矿物吸收光波长的研究，发现了哥伦布撞击坑中存在粘土层和硫酸盐层的证据，其状况就如一座缓慢蒸发的大湖一样。此外，由于一些地层中含有石膏，一种在相对中性淡水中形成的硫酸盐，因此，生命曾可能会在该陨坑中形成。火星勘测轨道飞行器上的紧凑型火星侦察成像光谱仪还发现了高岭石，包括明矾石和可能的黄钾铁矾等水合硫酸盐。进一步的研究得出结论，石膏、多水和一水镁/铁硫酸盐较为普遍，并且发现了少量蒙脱石、铁/镁页硅酸盐和结晶氧化铁或氢氧化物沉积物。热辐射光谱表明，一些矿物的含量在百分之几十的范围内，这些矿物表明陨石坑中存在过水。科学家们对在火星上发现硫酸盐和粘土等水合矿物感到兴奋，因为它们通常是在有水的情况下形成的，含有粘土和/或其他水合矿物的地方是寻找生命证据的合适地点。富铝粘土层上方发现硫酸盐矿物，意味着在粘土形成的早期，水更中性，可能更容易发育，硫酸盐通常是在偏酸性水环境中形成的。

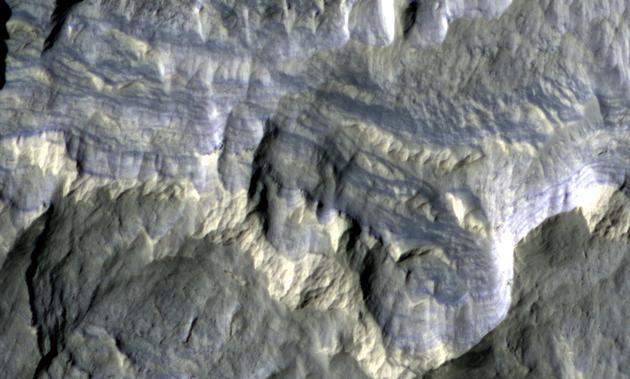
高分辨率成像科学设备显示的哥伦布撞击坑岩层，这张伪色图大约800英尺宽，有些岩层含有水合矿物。

## 纳武阿峡谷群
希腊盆地东北部的纳武阿谷（Navua Valles）水道可能也曾是一座大型封冻湖的所在地。

## 南极冰盖冰下湖

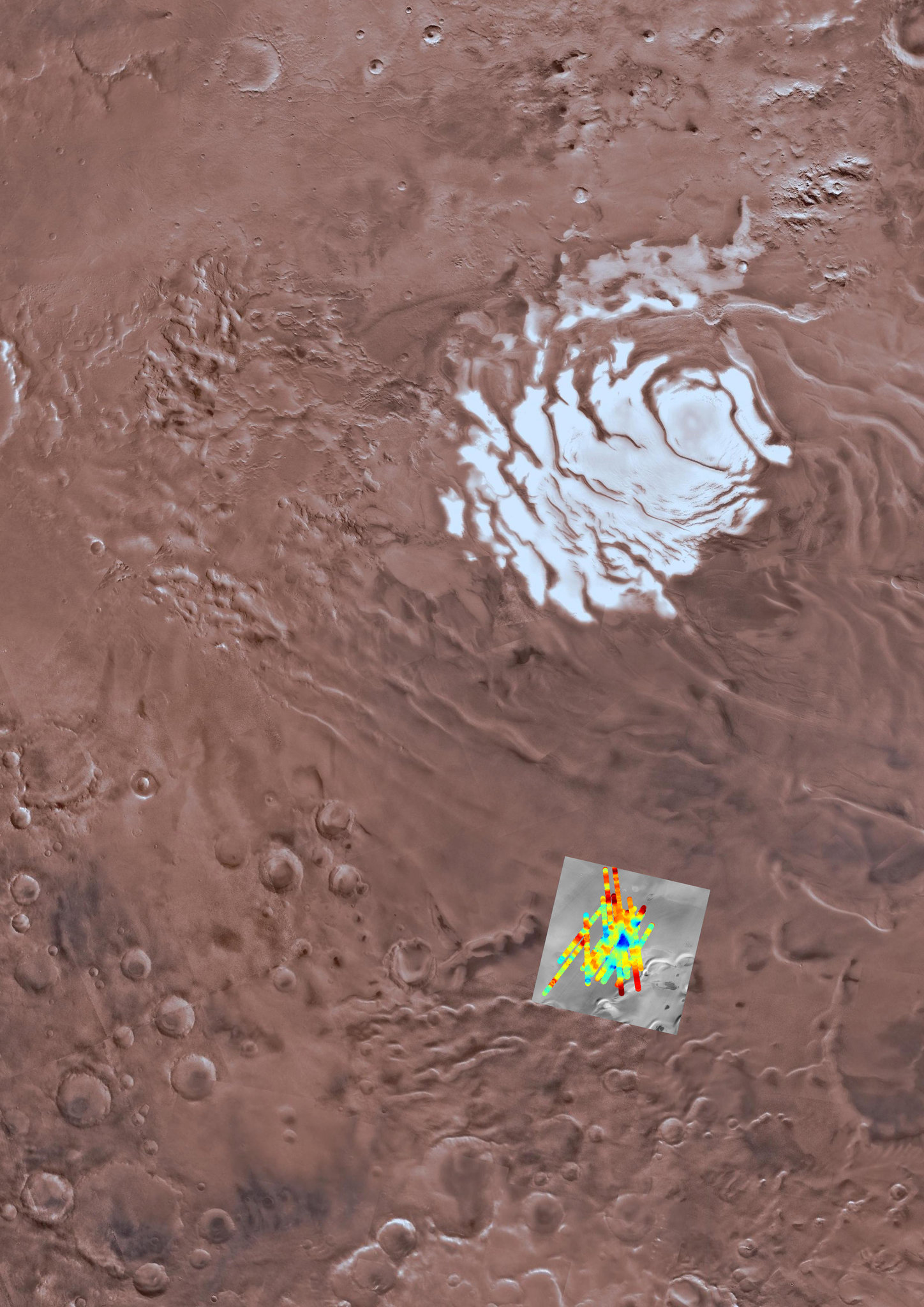
南极冰川下水体地点。

2018年，宣布在火星南极冰盖下发现了一座冰下湖，该湖由火星快车号轨道器探测到，长20公里（10英里），位于约1.5公里（1英里）厚的冰川覆盖之下，水温估计为摄氏−68度（华氏-90度），为极咸的卤水。
2020年9月，科学家们证实在火星南极地区冰层下存在几座大型咸水湖，根据其中一位研究人员的说法，“我们确认了相同的水体[正如先前初步检测中所建议的那样]，但我们还在主水体周围发现了另外三处水体……这是一个复杂的系统”。

## 另请查看
- 火星大气层
- 火星成分
- 地外液态水
- 火星地质史
- 火星地质——研究火星的组成、结构、物理性质、地质史的科学
- 火星的地下水
- 火星生命——在火星上的生命
- 火星撞击坑——维基媒体列表条目
- 溢出河道
- 河谷网 (火星)
- 火星暖坡上的季节性流
- 火星水文——行星火星上的水文